# Bahnstrecke Jülich–Dalheim
| Streckennummer: | 2540, 2541           |                                               |                                               |
| Kursbuchstrecke (DB): | 457                  |                                               |                                               |
| Streckenlänge: | 34,3 km              |                                               |                                               |
| Spurweite: | 1435 mm (Normalspur) |                                               |                                               |
| |                      |                                               |                                               |
| Betriebsstellen und Strecken |                      |                                               |                                               |
| \| \| \| von Düren \| \| \| \| \| von Stolberg \| \| \| \| \| von Aachen Nord \| \| \| \| 0,0 \| Jülich \| Jülich \| \| \| \| nach Hochneukirch \| \| \| \| 1,2 \| Jülich Nord \| Jülich Nord \| \| \| 2,3 \| Jülich An den Aspen \| Jülich An den Aspen \| \| \| \| A 44 \| \| \| \| 3,8 \| Jülich-Broich \| Jülich-Broich \| \| \| 4,3 \| Broich (Kr Jülich) \| Broich (Kr Jülich) \| \| \| 6,2 \| Linnich-Tetz \| Linnich-Tetz \| \| \| 6,8 \| Tetz-Boslar \| Tetz-Boslar \| \| \| 10,2 \| Linnich Beschilderung „Linnich SIG Combibloc“ \| Linnich Beschilderung „Linnich SIG Combibloc“ \| \| \| 12,1 \| Körrenzig \| Körrenzig \| \| \| 13,0 \| Rurich \| Rurich \| \| \| 16,4 \| Baal (Kreuzung Aachen–Mönchengladbach) \| Baal (Kreuzung Aachen–Mönchengladbach) \| \| \| \| Baal Nordbahnsteig \| \| \| \| 1,4 \| von Baal Gbf \| von Baal Gbf \| \| \| 17,2 \| Baal West Anschlussstelle \| Baal West Anschlussstelle \| \| \| 18,4 \| Doveren \| Doveren \| \| \| 20,0 \| Hückelhoven[3] \| Hückelhoven[3] \| \| \| 21,8 \| Zeche Sophia-Jacoba \| Zeche Sophia-Jacoba \| \| \| \| A 46 \| \| \| \| 23,5 \| Ratheim \| Ratheim \| \| \| 28,0 \| Wassenberg[4] \| Wassenberg[4] \| \| \| 29,5 \| Birgelen[5] \| Birgelen[5] \| \| \| 31,2 \| Rosenthal (Kr Geilenkirchen)[6] \| Rosenthal (Kr Geilenkirchen)[6] \| \| \| \| von Roermond \| \| \| \| 34,4 \| Dalheim[7] \| Dalheim[7] \| \| \| \| nach Mönchengladbach \| \| |                      |                                               |                                               |
| Strecke |                      | von Düren                                     | von Düren                                     |
| Abzweig geradeaus und ehemals von links |                      | von Stolberg                                  | von Stolberg                                  |
| Abzweig geradeaus und ehemals von links |                      | von Aachen Nord                               | von Aachen Nord                               |
| Bahnhof | 0,0                  | Jülich                                        | Jülich                                        |
| Abzweig geradeaus und ehemals nach rechts |                      | nach Hochneukirch                             | nach Hochneukirch                             |
| Haltepunkt / Haltestelle | 1,2                  | Jülich Nord                                   | Jülich Nord                                   |
| Haltepunkt / Haltestelle | 2,3                  | Jülich An den Aspen                           | Jülich An den Aspen                           |
| Strecke mit Straßenbrücke |                      | A 44                                          | A 44                                          |
| Haltepunkt / Haltestelle | 3,8                  | Jülich-Broich                                 | Jülich-Broich                                 |
| ehemaliger Bahnhof | 4,3                  | Broich (Kr Jülich)                            | Broich (Kr Jülich)                            |
| Haltepunkt / Haltestelle | 6,2                  | Linnich-Tetz                                  | Linnich-Tetz                                  |
| ehemaliger Bahnhof | 6,8                  | Tetz-Boslar                                   | Tetz-Boslar                                   |
| Kopfbahnhof Strecke ab hier außer Betrieb | 10,2                 | Linnich Beschilderung „Linnich SIG Combibloc“ | Linnich Beschilderung „Linnich SIG Combibloc“ |
| Haltepunkt / Haltestelle (Strecke außer Betrieb) | 12,1                 | Körrenzig                                     | Körrenzig                                     |
| Haltepunkt / Haltestelle (Strecke außer Betrieb) | 13,0                 | Rurich                                        | Rurich                                        |
| Abzweig quer und ehemals von rechts · Turmhaltepunkt geradeaus unten (Strecke geradeaus außer Betrieb) · Strecke quer | 16,4                 | Baal (Kreuzung Aachen–Mönchengladbach)        | Baal (Kreuzung Aachen–Mönchengladbach)        |
| Haltepunkt / Haltestelle (Strecke außer Betrieb) · Strecke (außer Betrieb) |                      | Baal Nordbahnsteig                            | Baal Nordbahnsteig                            |
| Strecke nach links (außer Betrieb) · Abzweig geradeaus und von rechts (Strecke außer Betrieb) | 1,4                  | von Baal Gbf                                  | von Baal Gbf                                  |
| Blockstelle (Strecke außer Betrieb) | 17,2                 | Baal West Anschlussstelle                     | Baal West Anschlussstelle                     |
| Haltepunkt / Haltestelle (Strecke außer Betrieb) | 18,4                 | Doveren                                       | Doveren                                       |
| Bahnhof (Strecke außer Betrieb) | 20,0                 | Hückelhoven                                   | Hückelhoven                                   |
| Haltepunkt / Haltestelle (Strecke außer Betrieb) | 21,8                 | Zeche Sophia-Jacoba                           | Zeche Sophia-Jacoba                           |
| Strecke mit Straßenbrücke (Strecke außer Betrieb) |                      | A 46                                          | A 46                                          |
| Bahnhof (Strecke außer Betrieb) | 23,5                 | Ratheim                                       | Ratheim                                       |
| Bahnhof (Strecke außer Betrieb) | 28,0                 | Wassenberg                                    | Wassenberg                                    |
| Haltepunkt / Haltestelle (Strecke außer Betrieb) | 29,5                 | Birgelen                                      | Birgelen                                      |
| Bahnhof (Strecke außer Betrieb) | 31,2                 | Rosenthal (Kr Geilenkirchen)                  | Rosenthal (Kr Geilenkirchen)                  |
| Abzweig ehemals geradeaus und von links |                      | von Roermond                                  | von Roermond                                  |
| Bahnhof | 34,4                 | Dalheim                                       | Dalheim                                       |
| Strecke |                      | nach Mönchengladbach                          | nach Mönchengladbach                          |

Die Bahnstrecke Jülich–Dalheim ist eine eingleisige Vollbahn, die im Abschnitt Baal West – Ratheim elektrifiziert war. Die 1911 eröffnete Strecke war früher eine wichtige Nord-Süd-Verbindung zwischen den Textilstandorten Düren und Mönchengladbach/Krefeld, deren Bedeutung im Güterverkehr vor allem in der Anbindung der Zeche Sophia-Jacoba in Ratheim bestand. Außerdem wurden von 1983 bis 2001 über Jülich große Mengen Rohpapier nach Linnich zur Firma PKL/SIG combibloc transportiert.
Die Trasse verläuft (ihrer Kilometrierung gemäß von Süd nach Nord betrachtet) vom Bahnhof Jülich aus weitgehend parallel zur Rur über Linnich bis Baal durch die Jülicher Bördelandschaft und dann durch die früher vom Steinkohlenbergbau im Aachener Revier geprägten Orte Hückelhoven und Wassenberg. Sie endet am Bahnhof Dalheim nahe der deutsch-niederländischen Grenze, wo früher Anschluss an die Bahnstrecke Eiserner Rhein nach Roermond bestand. Der Endpunkt Dalheim ist der einzige Bahnhof der gesamten Bahnstrecke, der weiter als 5 km von der Rur entfernt liegt.
Heute ist nur noch der Streckenabschnitt Jülich – Linnich in Betrieb; auf diesem verkehrt die Rurtalbahn mindestens stündlich und in der Regel durchgehend vom und zum Bahnhof Düren. Es gibt keinen Güterverkehr.
Auf dem Streckenabschnitt Baal – Ratheim fand bis zur Streckenstilllegung im Jahr 2007 Güterverkehr für die Hückelhovener Brikettfabrik statt. Dieser Abschnitt sollte ursprünglich nach Planungen der Stadt Hückelhoven zugunsten einer Umgehungsstraße bis 2010 entwidmet und zurückgebaut werden, das Eisenbahn-Bundesamt lehnte den Antrag der Stadt auf Entwidmung jedoch am 15. Januar 2013 ab.
Die Kreise Heinsberg und Düren planen seit Jahren eine Reaktivierung der Strecke von Linnich über Baal bis Hückelhoven und Ratheim. 2013 wurde hierfür ein Zeithorizont von zehn bis zwölf Jahren angesetzt. Für den Lückenschluss zwischen Linnich und Baal hat das Land NRW (Kabinett Wüst I) im Januar 2022 einen auf 10 Jahre zu verteilenden Betrag von 10.864.883 Euro bereitgestellt. Kurz darauf teilte der Dürener Landrat Spelthahn mit, er rechne mit einer Reaktivierung Linnich – Baal bis spätestens 2027. Am 9. März 2022 beschloss der Verkehrsausschuss des Landestags, den Lückenschluss in den ÖPNV-Landesbedarfsplan aufzunehmen. Damit ist es nun möglich, eine Baugenehmigung für den Lückenschluss zu beantragen. Dieser soll in großen Teilen der alten Trasse folgen und mit Rücksicht auf neue Baugebiete teilweise von ihr abweichen.

## Geschichte und Betrieb

### Ideen und Anfänge
Anfang der 1870er Jahre gab es bereits Überlegungen und Bemühungen zum Bau einer Eisenbahnstrecke entlang der Rur von Jülich nach Roermond. Die Strecke sollte von Jülich aus über Tetz-Boslar und Linnich nach Brachelen und Lindern führen. Über Randerath, Dremmen, Oberbruch und Heinsberg sollte die Strecke weiter nach Roermond führen, wo Anschluss an das niederländische Eisenbahnnetz bestanden hätte. Umgesetzt wurde dieses Projekt allerdings nur auf dem Abschnitt Heinsberg – Lindern, welcher am 29. Mai 1890 feierlich eröffnet wurde.
1896 beantragte der Linnicher Bergwerksbesitzer Gustav Bausch eine Konzession für den Bau einer Bahnstrecke von Jülich über Linnich nach Baal. Am 26. Februar 1896 berichtete außerdem die Erkelenzer Zeitung über ein Projekt einer Berliner Gesellschaft, die eine Bahnstrecke von Baal beziehungsweise Lövenich über Hückelhoven und Dalheim nach Brüggen bauen wollte.
Die Eisenbahndirektion Köln favorisierte in einer Denkschrift vom 21. Juni 1896 wegen der Erschließung des Steinkohlenbeckens zwischen Wassenberg und Baal eindeutig eine Streckenführung rechts der Rur (von Jülich aus über Linnich, Baal, Ratheim und Wassenberg nach Dalheim), wo durch den Eisernen Rhein Anschluss Richtung Roermond und Mönchengladbach bestand.

### Planung und Bau
Im Dezember 1897 wandten sich Doveren (zu dem damals noch Hückelhoven gehörte), Ratheim und Hilfarth an den Minister für öffentliche Arbeiten (damals Karl von Thielen), um den Bau einer Bahnstrecke zu erreichen. Am 19. Dezember 1898 unterrichtete der Bezirksausschuss die beteiligten Landräte über den Auftrag des Ministers an die Eisenbahndirektion, mit den Vorarbeiten für die Strecke Jülich – Baal – Dalheim zu beginnen. Der Kreis Jülich erklärte sich bereit, Grund und Boden für das Teilstück Jülich – Baal kostenlos bereitzustellen; der Kreis Erkelenz erklärte sich dazu nur bereit, wenn die Strecke bis Dalheim ausgeführt werde.
Die Gemeinde Körrenzig beantragte bereits Mitte 1899 die Einplanung eines Bahnhofs; die Gemeinde Baal lehnte jegliche Zuschüsse zum Streckenbau ab. In Rurich war man der Meinung, dass man keinen Beschluss fassen könne, solange die Strecke nicht genau festgelegt sei. Man befürchtete auch Nachteile in der Bewässerung der Wiesen und im Weidegang des Viehs, weil die Strecke dort auf einem Damm verlaufen sollte.
In den folgenden Jahren gab es viele Einsprüche und Petitionen, die hauptsächlich auf eine andere Streckenführung abzielten. Am 3. Juli 1904 wurde der endgültige Gesamtentwurf dem Minister in Berlin vorgelegt. Die Gesamtkosten der neuen Bahnlinie wurden mit 4.647.000 Mark veranschlagt.

### Eröffnung

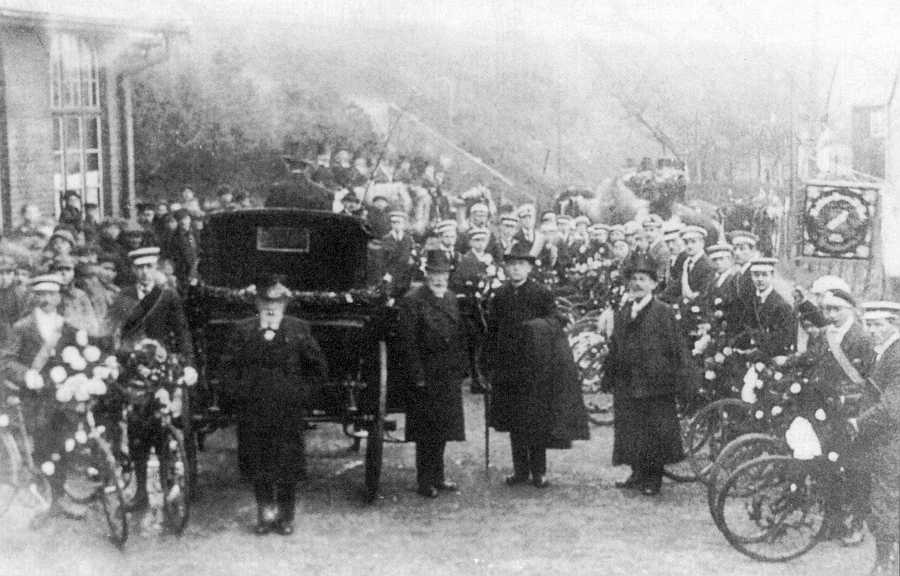
Eröffnungsfeier der Bahnstrecke in Baal

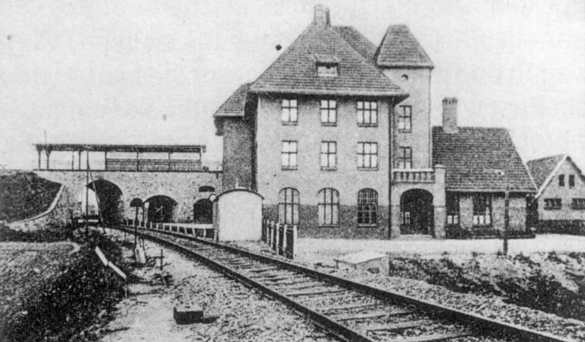
Bahnhof Baal um 1914

Nach der landespolizeilichen Abnahme am 12. und 13. Dezember 1911 fand am 15. Dezember 1911 die offizielle Eröffnung der Bahnstrecke Jülich – Baal – Dalheim mit einem Sonderzug statt, der aus zwei Lokomotiven und sieben Durchgangszug-Wagen bestand.
Neben den beiden Endbahnhöfen hatte der neue Turmbahnhof Baal die größte Bedeutung. Dort wurde die Verbindung für Personen, Gepäck und Expressgut zur Strecke Aachen – Düsseldorf hergestellt. Über eine Verbindungsstrecke bei Baal Gbf / Baal West wurde die neue Strecke auch für den Verkehr zur Bahnstrecke Aachen–Mönchengladbach angeschlossen.
Ratheim, Linnich und Wassenberg erhielten größere Bahnhöfe; Broich, Tetz, Körrenzig, Hückelhoven, und Rosenthal erhielten kleinere Bahnhöfe (Klasse IV) und Doveren wurde Haltepunkt. Die Haltepunkte Birgelen, Sophia-Jacoba und Rurich kamen erst später hinzu; Rurich erhielt diesen im Mai 1912.
Durch den Kohleabbau der Gewerkschaft Sophia-Jacoba entstand eine Werksbahn zum Hückelhovener und zum Ratheimer Zechengelände.

### Zweiter Weltkrieg
Während des Zweiten Weltkrieges wurden die Brücken der Bahnstrecke zumeist durch Sprengungen der deutschen Wehrmacht zerstört. So wurde im Dezember 1944 der Turmbahnhof in Baal gesprengt, das Empfangsgebäude blieb allerdings bis heute erhalten. Amerikanische Pioniere schütteten das Kreuzungsbauwerk zunächst zu, um die Wiederherstellung der Hauptbahn Aachen – Düsseldorf zu beschleunigen.
Auf Grund der damals wichtigen Kohletransporte wurde der Abschnitt Ratheim Rbf – Baal Gbf als erstes wiederhergerichtet. Es folgte am 11. Februar 1950 der Abschnitt Ratheim – Dalheim. Am 1. April 1950 war die Strecke zwischen Jülich und Baal wieder befahrbar. Bis zur durchgehenden Befahrbarkeit der gesamten Strecke zwischen Jülich und Dalheim sollte es noch ein Jahr dauern, da die Wiederherstellung des Turmbahnhofes diese Zeit in Anspruch nahm.

### Nachkriegszeit und Niedergang

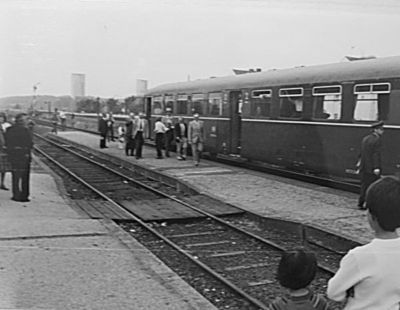
Letzter Personenzug im Bahnhof Ratheim (27. September 1980). Im Hintergrund die Fördertürme von Schacht 6 und 4 der Zeche Sophia-Jacoba

In den 1960er Jahren wuchs der Individualverkehr stark. Die Fahrgastzahlen sanken und veranlassten die Bundesbahn, den Personenverkehr zwischen Jülich und Baal zum 29. September 1968 einzustellen; gleiches geschah am 28. Mai 1972 mit dem Güterverkehr auf dem Abschnitt Linnich – Baal. 1974 begann die Demontage der Gleise zwischen Baal und Linnich. Der Güterverkehr zwischen Jülich und Linnich sank in den Folgejahren ebenfalls auf ein sehr niedriges Niveau, sodass die Bundesbahn auch diesen Streckenteil stilllegen wollte. Dies konnte jedoch dadurch verhindert werden, dass die damals gerade expandierende Firma PKL (Papier- und Kunststoffwerke Linnich, heute SIG Combibloc GmbH) 1983 ihre Rohpapiertransporte aus Skandinavien auf die Schiene verlagerte, was der Strecke bis zur erneuten Verlagerung der Transporte weg von der Schiene im Jahre 2001 zu einer guten Auslastung verhalf.
Die noch übriggebliebene Verbindung Baal – Dalheim wurde wegen des so genannten Rundverkehrs (eine Verbindung Mönchengladbach – Rheydt – Rheindahlen – Wegberg – Dalheim – Wassenberg – Ratheim – Hückelhoven – Baal (West) – Erkelenz – Rheydt – Mönchengladbach) zunächst von der Bevölkerung noch relativ gut angenommen. Für den starken Güterverkehr wurde der Abschnitt Baal – Ratheim 1968 elektrifiziert.
In den 1970er Jahren wurde auch auf dem Nordteil von Baal nach Dalheim der Fahrplan bis auf wenige Züge am Tag ausgedünnt, der bei der Bevölkerung beliebte Rundverkehr schließlich abgeschafft, und parallel verkehrende Bahnbusse taten ihr Übriges: Am 27. September 1980 fuhr der letzte Akkutriebwagen von Baal aus in Richtung Dalheim/Mönchengladbach.
Insbesondere in Wassenberg wurde die Bundesbahn scharf kritisiert; es gab eine Unterschriftenaktion und eine Demonstration am 27. September 1980. Wassenbergs Bürgermeister Schumann hielt zu diesem Anlass eine Protestrede und äußerte, dass mit etwas gutem Willen seitens der Bundesbahn diese Streckenstilllegung nicht nötig gewesen sei.
In Ratheim und Hückelhoven zählte der Bundestagsabgeordnete Adolf Freiherr Spies von Büllesheim zu den prominentesten Stilllegungsgegnern; dieser zweifelte an den Erhebungen der Bundesbahn für den Güter- und Personenverkehr auf den Strecken Heinsberg – Lindern und Baal – Dalheim (– Mönchengladbach). Er bezeichnete die Zahlen, auf die sich die Bahn als Stilllegungsgrund stützte, als „unrealistische Phantomzahlen“, die „nicht nachprüfbar“ wären. Denn die für die Erhebungen der Bundesbahndirektion notwendigen Fahrgastzählungen fanden meist in den Ferien, an Brückentagen oder an Wochenenden statt.

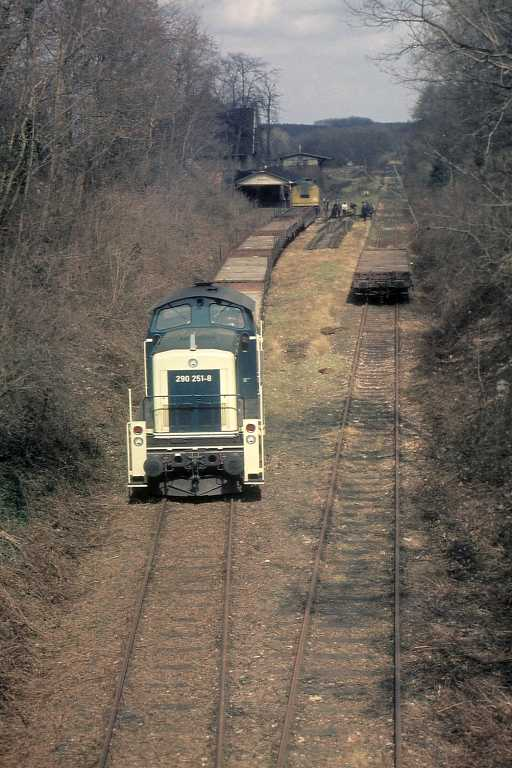
Gleisabbau in Wassenberg

Der Betrieb auf dem Abschnitt Dalheim – Ratheim wurde am 31. Dezember 1983 eingestellt. Im April 1985 wurden die Gleise im Abschnitt Wassenberg (einschl.) bis Rosenthal entfernt, Gleiches geschah 1986 durch die Schließung der Schuttkippe in Rosenthal auf dem Abschnitt von Rosenthal nach Dalheim (ausschl.).
Trotz der Stilllegung des Bergwerks Sophia-Jacoba am 27. März 1997 verkehrten weiterhin Kohlezüge der DB AG zwischen Baal Gbf und Ratheim Rbf (Montag und Mittwoch), da die SJ-Brikett- und Extracitfabrik GmbH auf dem alten Zechengelände in Hückelhoven bis Ende 2007 weiterhin Formkohlen aus Anthrazit produzierte. Am 26. September 2007 wurde auch dieser Güterverkehr eingestellt.
Der reguläre Personenverkehr wurde bereits in den 1980er Jahren eingestellt; danach gab es einige Sonderzugfahrten:
- Der Klingende Rurtaler verband in den 1980er und 1990er Jahren Hückelhoven und Ratheim mit touristischen Ausflugszielen, wie Heimbach oder Königswinter.
- Die Realschule Ratheim startete 1986 einen Sonderzug mit etwa 750 Schülern nach Heimbach.
- Der Gläserne Zug brachte in den 1980er Jahren süddeutsche Eisenbahnfreunde nach Ratheim zur Besichtigung der dortigen Zeche.
- Bündnis 90/Die Grünen starteten 2005 einen Sonderzug.
- Die DGEG befuhr die Strecke zuletzt am 21. Oktober 2006 mit einem 3-teiligen Schienenbusgespann.

### Weitere Entwicklung in den 2000er Jahren

#### Zwischennutzung durch das Prüfcenter Wegberg-Wildenrath

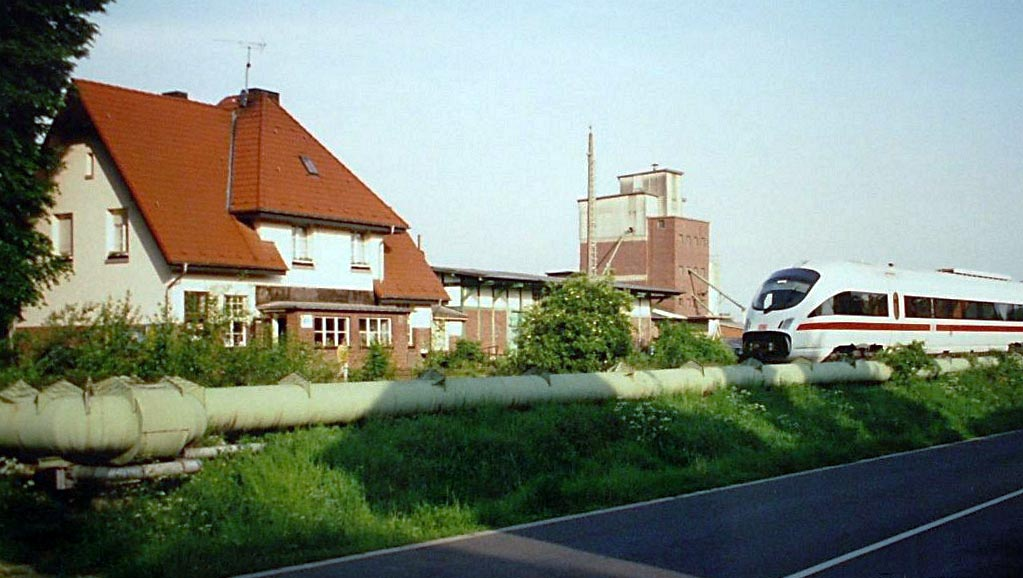
ICE im Bahnhof Ratheim (2000)

Im Expo-Jahr 2000 wurde die Kohlenwäsche der ehemaligen Zeche Sophia-Jacoba kurzfristig als Aufarbeitungshalle für ICE-Triebzüge des Prüfcenter Wegberg-Wildenrath genutzt. Hierdurch kam es zu dem kuriosen Umstand, dass auf der Strecke Übergabefahrten mit ICE stattfanden (Diesel-ICE konnten aus eigener Kraft fahren, während elektrische Triebzüge ab dem Ende der Oberleitung am Bahnübergang Ratheim von Dieselloks mit Schutzwagen übernommen werden mussten) und so der Bahnhof Ratheim zum inoffiziellen ICE-Betriebshalt wurde.

#### Stilllegung des Abschnitts Baal– Ratheim
Um sich von der bis 2007 dem Güterverkehr dienenden Strecke Baal Gbf – Ratheim zu trennen, wurde diese Strecke öffentlich von der DB Netz ausgeschrieben. Die zum damaligen Zeitpunkt in gutem baulichen Zustand befindliche und elektrifizierte Strecke hatte sowohl im Personen- als auch im Güterverkehr durch ein interkommunales Gewerbegebiet und das Heizkraftwerk Hückelhoven gute Voraussetzungen für einen wirtschaftlichen Betrieb, weshalb der Grünen-Ortsverband Hückelhoven die Sicherung der Strecke forderte. Auch der Aachener Verkehrsverbund sah in seinem damaligen Zielkonzept 2013 eine Reaktivierung der Strecke (Wassenberg –) Ratheim – Baal für den Personenverkehr vor. Diesen Plänen stand allerdings die Absicht der Stadt Hückelhoven gegenüber, die Strecke nach dem Ende des Restgüterverkehrs teilweise mit der Landstraße 117n zu überbauen.

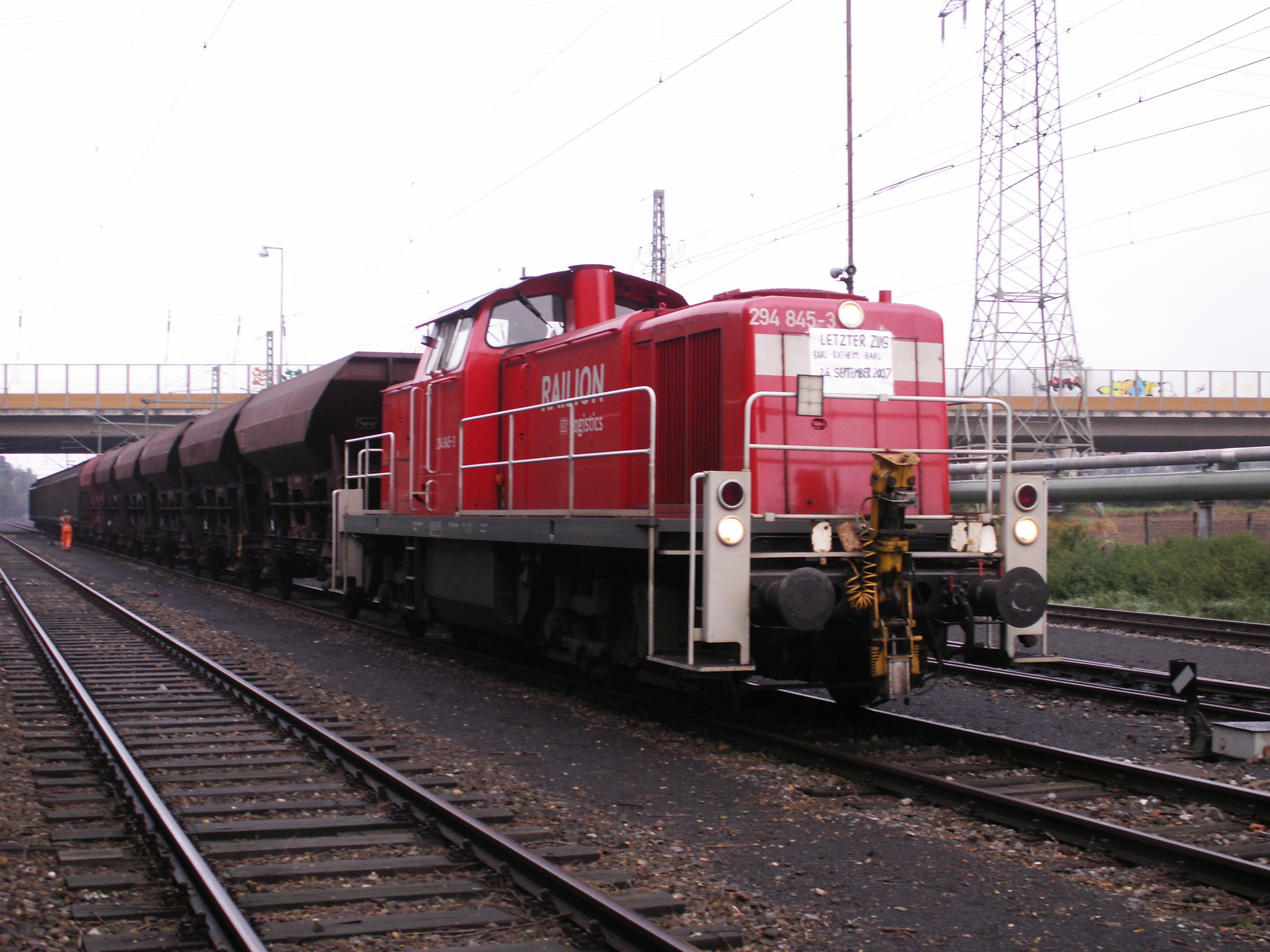
Letzter Güterzug in Ratheim am 26. September 2007

Seit im August 2007 die Oberleitung abgeschaltet wurde, ist eine elektrische Traktion auf der Strecke nicht mehr möglich. Am 26. September 2007 verließ der letzte planmäßige Güterzug den Ratheimer Bahnhof. Zum 1. Oktober 2007 wurde die Strecke offiziell vom Eisenbahn-Bundesamt stillgelegt. Die Weiche im Baaler Güterbahnhof wurde daraufhin verschlossen. Dennoch besteht der offizielle Abzweig von der Bahnstrecke Aachen – Mönchengladbach in Richtung Baal West weiterhin. Trotz Stilllegung verkehrte letztmals am 26. März 2008 ein Zug zum Zwecke des Abtransports der SJ-Werksbahnloks 14, 15 und 16 als Sperrfahrt über die Strecke.

#### Rückbau und Pläne der Stadt Hückelhoven
Ende 2008 beziehungsweise Anfang 2009 wurden erste Abbau-Maßnahmen im Bereich Ratheim begonnen: Am 24. November 2008 wurde der Bahnübergang in Ratheim-Busch zurückgebaut und am 2. Februar 2009 das Ratheimer Stellwerk Sw abgerissen. In den Jahren 2011 bis 2012 wurden die Gleise von Doveren bis zum nördlichen Ortseingang von Hückelhoven abgebaut. Seit August 2010 befindet sich wenige Hundert Meter hinter dem Abzweig der Verbindungskurve im Güterbahnhof Baal, wenige Meter hinter der Überführung über die L 117, ein Prellbock. Dahinter verlaufen die Gleise teilweise unterbrochen nur noch bis nach Doveren. Alle Bahnübergänge in Richtung Ratheim wurden zurückgebaut und die Signalanlagen entfernt.
Die Stadt Hückelhoven kaufte die Bahnstrecke von Baal bis Ratheim von der DB Netz AG, um diese für den Bau der neuen Entlastungsstraße L 117n nutzen zu können. Der Kaufvertrag der Stadt mit der DB sah vor, dass die Bahn die Gleise abbauen darf. Anschließend stellte die Stadt beim Eisenbahn-Bundesamt einen Antrag auf Entwidmung.
Dagegen formierte sich seitens der Bevölkerung Widerstand, der in die Gründung einer Bürgerinitiative (IG Ratheimer Bahn) mündete. Deren Argumentation ist, dass nach einer Entwidmung der Strecke eine Reaktivierung nicht ohne langwierige Verfahren möglich wäre. Denn dann sei es rechtlich so, als hätte es dort nie eine Bahnstrecke gegeben. Die Bürgerinitiative befürchtet für den Fall der Entwidmung, dass die Bahnstrecke in Hückelhoven wie bereits in Wassenberg überbaut würde und so eine Reaktivierungsoption für nachfolgende Generationen verbaut wird. Die IG Ratheimer Bahn argumentiert, dass die Stadt Hückelhoven mit einer Entwidmung wichtige Zukunftschancen verspielen würde, besonders vor dem Hintergrund des Klimawandels, den rapide steigenden Kraftstoffpreisen und des Standortwettbewerbs mit anderen Kommunen gleicher Größe. Die Initiative identifiziert sich aber auch mit dem Ziel, eine Entlastung der Ortsdurchfahrten Ratheim und Millich zu realisieren und schlug daher eine optimierte Planung der L 117n unter Berücksichtigung der gewidmeten Bahnstrecke vor.
Die Stadt scheiterte zunächst mit ihrem Antrag auf Entwidmung, den das Eisenbahn-Bundesamt am 15. Januar 2013 ablehnte. Anfang 2015 erteilte das Eisenbahn-Bundesamt jedoch einen Freistellungsbescheid für den Abschnitt Hückelhoven Stadtmitte – Ratheim, nachdem die Stadt eine Klage beim Verwaltungsgericht in Aachen eingereicht hatte. Der Bau der L 117n konnte so im Winter 2015 beginnen. Der Bebauungsplan sieht zwar eine Trasse für eine zukünftige Bahnstrecke zwischen der L 117n und der Jacobastraße vor, diese ist jedoch nicht eisenbahnrechtlich gewidmet, womit eine zukünftige Reaktivierung rechtlich einen Neubau gleichkäme.

#### Reaktivierung der Strecke von Jülich nach Linnich

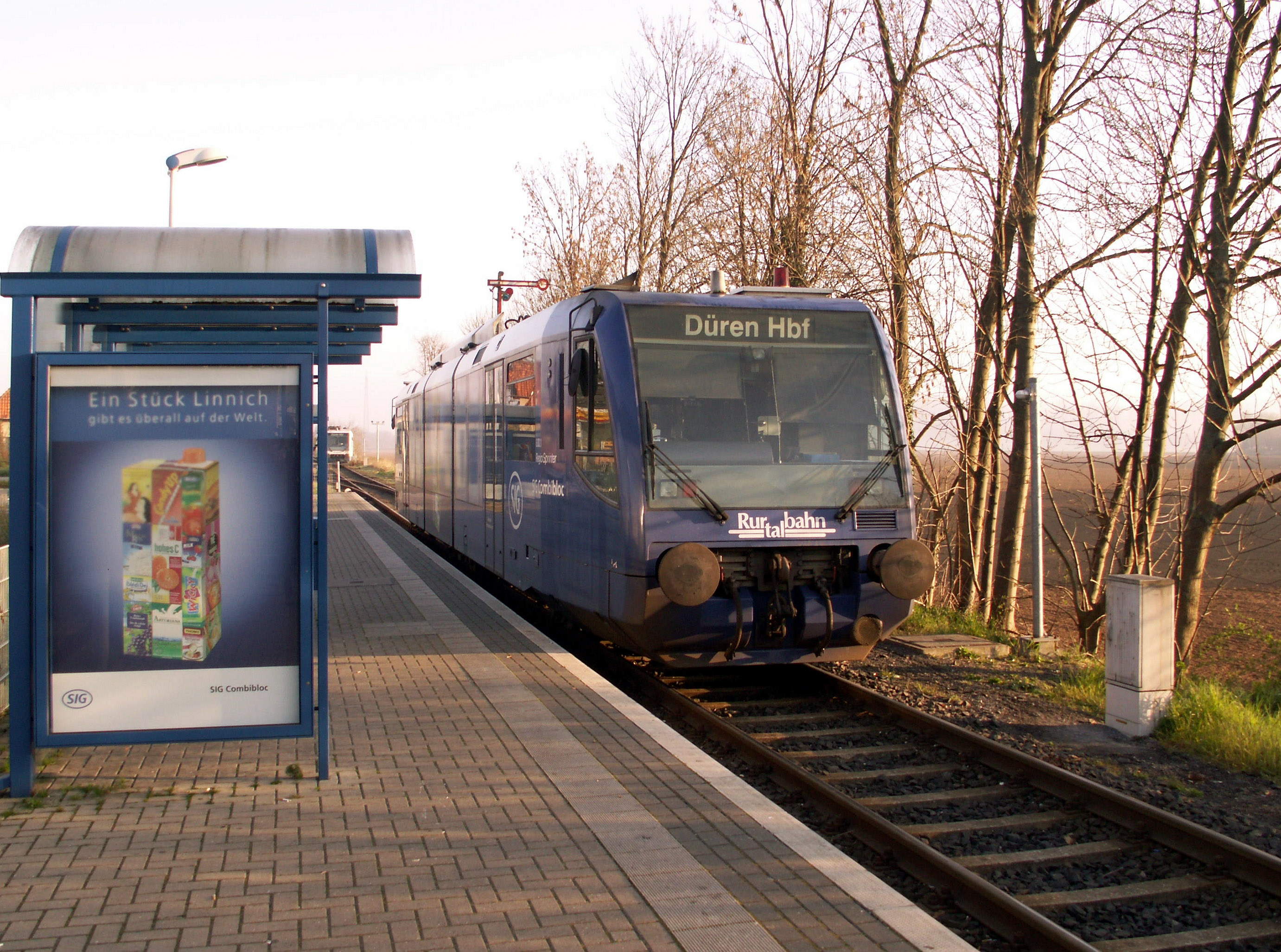
Bahnsteig des Bahnhofs Linnich

Die Dürener Kreisbahn (DKB) entschloss sich, 2002 den Abschnitt zwischen Linnich und Jülich zu reaktivieren. Dadurch konnte man die Stadt Linnich nach 34 Jahren erstmals wieder mit dem Zug (von Düren aus) erreichen, nun täglich im Stundentakt.
| Linie | Linienverlauf | Takt                                                                                  |
| ----- | --- | ------------------------------------------------------------------------------------- |
| RB 21 | Rurtalbahn: Linnich, SIG Combibloc – Tetz – Broich – Jülich An den Aspen – Jülich Nord – Jülich – Forschungszentrum – Selgersdorf – Krauthausen – Selhausen – Huchem-Stammeln – Im Großen Tal – Düren Stand: März 2022 | 30 min (HVZ) / 60 min (Linnich–Jülich Nord) 30 min / 60 min (SVZ) (Jülich Nord–Düren) |

#### Weitere Reaktivierungs- und Ausbaupläne

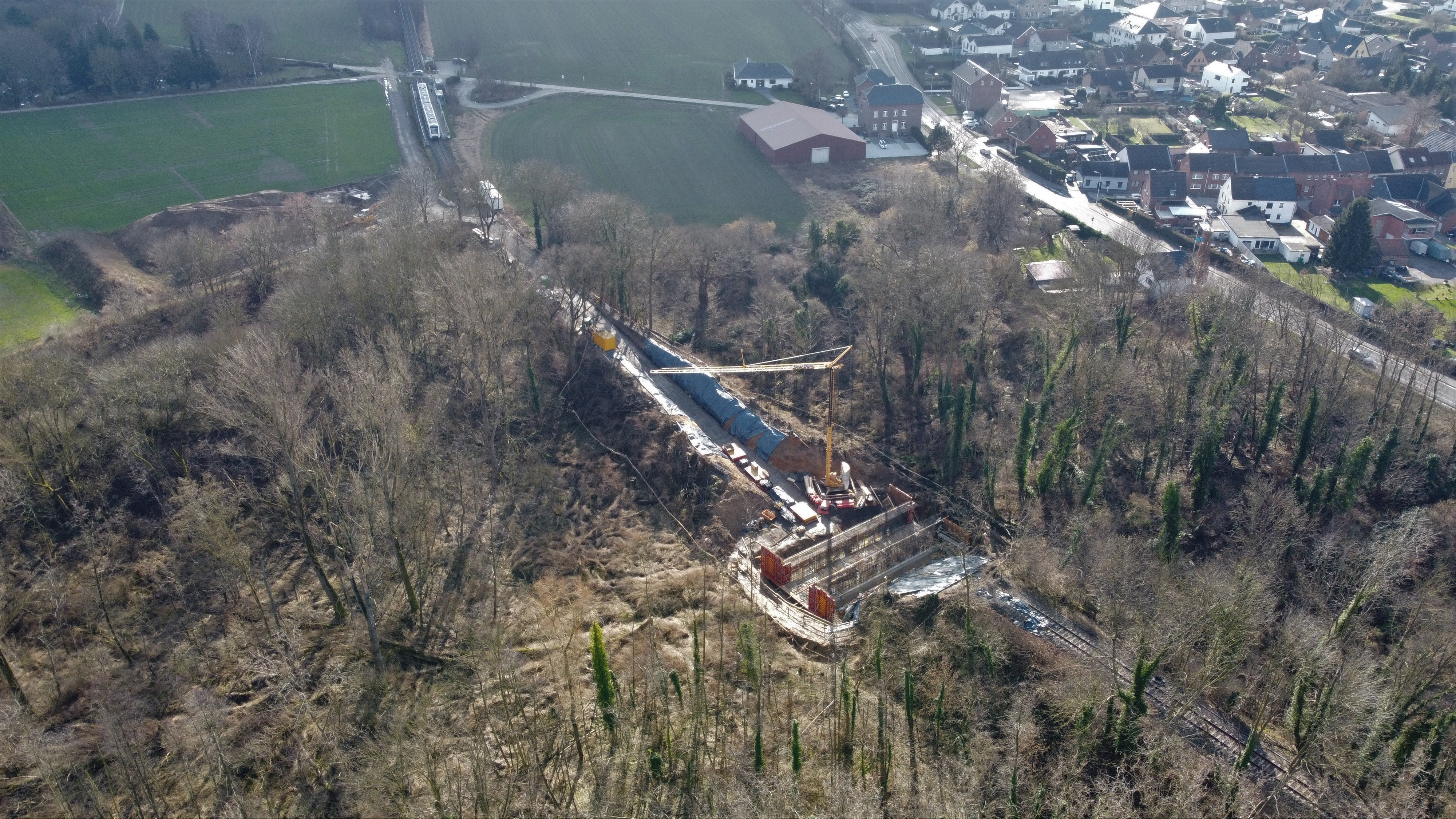
Neubau der Malefinkbach-Brücke in Tetz (Blick Richtung Süden), im Hintergrund Haltepunkt mit Zug (2022)

Nördlich von Linnich soll die Strecke außerdem bis zur DB-Strecke Aachen – Mönchengladbach verlängert werden. Die Kreise Heinsberg und Düren treiben seit einigen Jahren eine Reaktivierung der Strecke von Linnich über Baal bis Hückelhoven und Ratheim voran. Diese Variante konnte in einer Machbarkeitsstudie der Gutachterbüros BVS – Rödel & Pachan sowie KCW als beste Variante herausgearbeitet werden. Die Verlängerung von Baal aus in Richtung Norden nach Ratheim wurde vom Kreis Heinsberg in die weitere Untersuchung eingebracht, um das Nutzen-Kosten-Verhältnis des Gesamtprojekts verbessern zu können. Die Bürgerinitiative IG Ratheimer Bahn unterstützt diese Reaktivierungspläne.
Eine Untersuchung im Auftrag des Kreises Heinsberg, die Ende 2015 im zuständigen Ausschuss vorgestellt wurde, prognostiziert einer favorisierten Reaktivierung der Strecke Baal – Ratheim mit Durchbindung von und nach Mönchengladbach das Potenzial von 6440 Fahrgästen je Werktag, worüber laut Sprecher der IG Ratheimer Bahn „selbst die größten Optimisten überrascht sein dürften“.
Auf einer gemeinsamen Sitzung am 10. März 2016 der Landkreise Düren und Heinsberg in Hückelhoven forderten sie den NVR auf, die Strecke Linnich – Baal – Ratheim wieder zu reaktivieren. Sie beziehen sich dabei auf eine Machbarkeitsstudie eines Consultingbüros. Es werden 43 Millionen Euro Kosten für den Wiederaufbau veranschlagt. Für den Lückenschluss bis Baal bieten die Kommunen an, finanziell in Vorleistung zu gehen.
Der NVR beabsichtigt, im Rahmen einer Machbarkeitsstudie die Reaktivierung der Strecke Baal – Hückelhoven – Ratheim untersuchen zu lassen. Im Falle einer möglichen Wiederinbetriebnahme erscheint dem Verkehrsverbund Rhein-Ruhr eine Durchbindung der Linie RB 35 Bottrop – Duisburg – Krefeld – Mönchengladbach über Baal nach Ratheim sinnvoll.
Für die Verlängerung von Linnich nach Baal hat der NVR im Frühjahr 2019 die Aufnahme in den ÖPNV-Bedarfsplan und in den Infrastrukturfinanzierungsplan beantragt. Mit dem Lückenschluss kann eine regional bedeutsame Diagonalverbindung zwischen den Hauptstrecken Köln – Aachen und Mönchengladbach – Aachen geschaffen werden. Am 9. März 2022 beschloss der Ausschuss für Verkehr des Landes Nordrhein-Westfalen, das Investitionsvorhaben „Lückenschluss Linnich – Baal (Reaktivierung)“ in die Pläne aufzunehmen. Zu diesem Zeitpunkt wurde von einem Investitionsbedarf von gut 36 Millionen Euro ausgegangen. Die nächsten Schritte auf dem Weg zur Realisierung sind Entwurfs- und Genehmigungsplanung sowie das anschließende Planfeststellungsverfahren.[veraltet]
Der 3 km lange Abschnitt zwischen Tetz und Linnich wurde am Abend des 7. März 2020 wegen massiver Setzungsschäden der Malefinkbach-Brücke gesperrt. Zunächst plante man als Zwischenlösung, die Brücke mit zusätzlichen Pfeilern abzustützen. Seit Sommer 2020 war jedoch klar, dass dies wegen der schwierigen Bodenverhältnisse im Bereich der Malefinkbach-Aue nicht funktionieren würde und ein Neubau notwendig ist. Nach Fertigstellung der neuen Brücke wurde am 30. Mai 2022 der Verkehr wieder aufgenommen. Während der Streckensperrung wurde ein Schienenersatzverkehr angeboten.

## Streckenbeschreibung

### Bahnhof Jülich

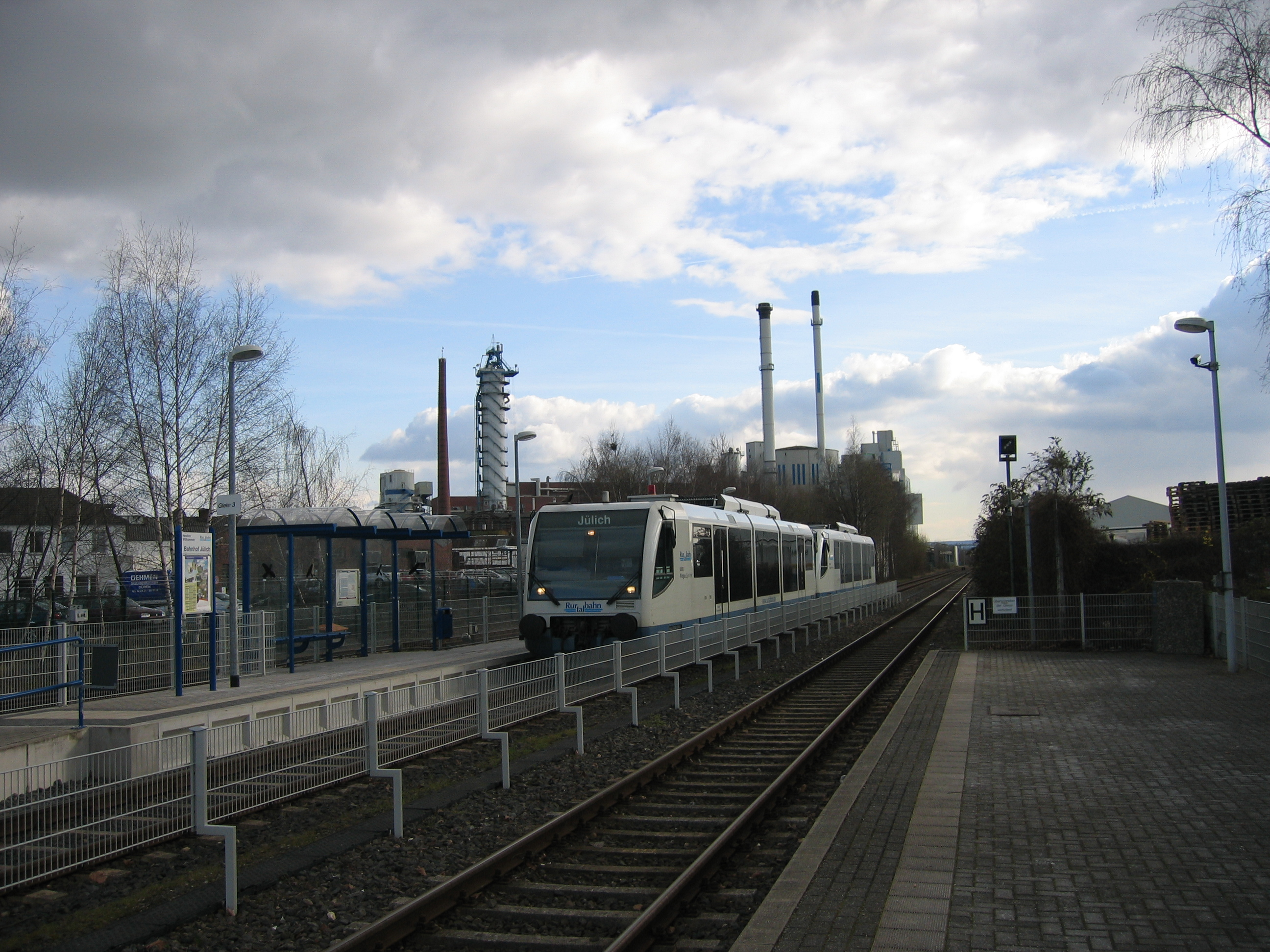
Die Rurtalbahn in Jülich

Jülich hatte von allen Bahnhöfen in der Region in den 1960er Jahren die größte Bedeutung. Bis zur Stilllegung der meisten Strecken in den 1980er Jahren war Jülich ein Bahnknotenpunkt, auch wenn alle Strecken als Nebenstrecken klassifiziert waren: Bis in die 1980er Jahre war der Bahnhof Jülich mit umfangreichen Anlagen für Personen- und Güterverkehr ausgestattet, bis 1962 gab es ein eigenes Betriebswerk. Züge verkehrten ab Jülich in sieben verschiedene Richtungen. Nachdem jedoch, bis auf die Dürener Strecke, alle an Jülich angeschlossenen DB-Verbindungen eingestellt wurden, ließ die Bedeutung des Bahnhofes massiv nach.
Heute verkehrt auf zwei dieser Strecken die Rurtalbahn GmbH. Sie fährt auf der Bahnstrecke Jülich–Düren in Richtung Süden und auf der ehemaligen Bahnstrecke Jülich – Dalheim in Richtung Norden bis Linnich. Die Strecke der ehemaligen Jülicher Kreisbahn existiert zwar noch, wird aber nicht mehr befahren. Alle weiteren Bahnstrecken sind mittlerweile in der Jülicher Region abgebaut. Als Ersatz gibt es mehrere Buslinien, die Jülich mit den umliegenden Dörfern und Städten verbinden. Mit der Buslinie SB 11 existiert zudem eine Verbindung nach Aachen als Langzeitersatz für die Bahnstrecke Aachen Nord–Jülich.
Das Bahnhofsgebäude wird heute als Kulturbahnhof (Kuba) für Kino-, Musik- und Kleinkunstveranstaltungen genutzt.
Der Bahnhof hat noch Anschlussgleise zum ehemaligen Ausbesserungswerk Jülich, heute Eigentum der Bundeswehr, und zur Zuckerfabrik Jülich. Dieser Anschluss wurde in den 1980er Jahren während des großen Abrisses entfernt, da die Rübenlieferungen günstiger per Traktor und Lastwagen erfolgen konnten. Erst 2004 wurde die Verbindung zur Belieferung des neu gebauten hauseigenen Kohlekraftwerks der Zuckerfabrik wiederhergestellt. Der alte rechteckige Lokschuppen gegenüber der Zuckerfabrik steht noch und wurde bis Ende der 1990er Jahre vom Eisenbahn-Amateur-Klub Jülich (EAKJ) zum Abstellen seiner Fahrzeuge genutzt. Der Rundlokschuppen um die Drehscheibe hingegen wurde bereits 1979 abgerissen.

### Haltepunkt Jülich Nord

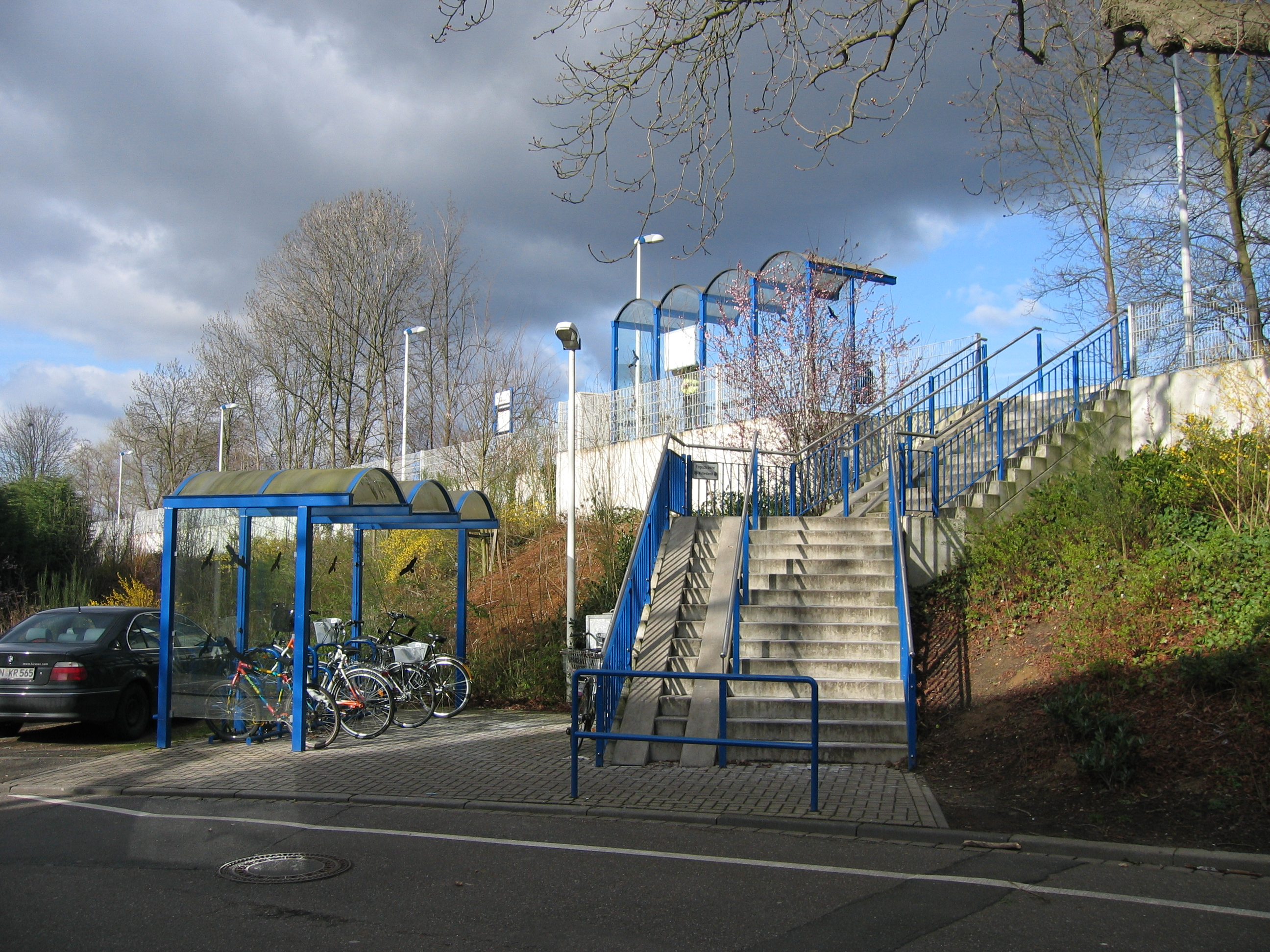
Der im Zuge der Reaktivierung neuerrichtete Haltepunkt Jülich Nord

Dieser Haltepunkt liegt an der Röntgenstraße (km 1,2) und wurde im Rahmen der Reaktivierung der Strecke im Jahr 2002 in der typisch blauen Standardausführung der Rurtalbahn neu gebaut. Es gab vorher an dieser Stelle keinen alten Haltepunkt.

### Haltepunkt Jülich An den Aspen

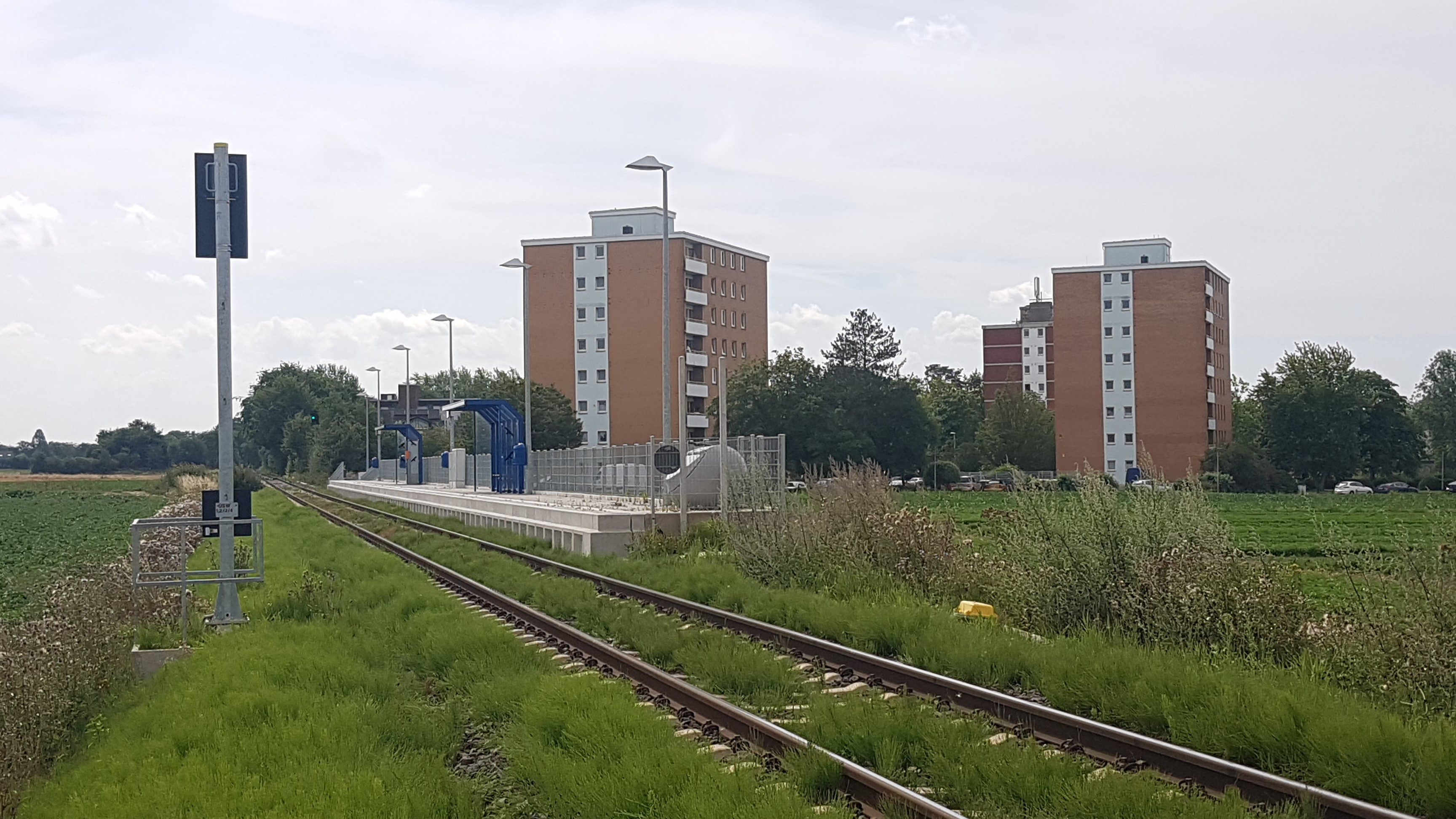
Haltepunkt „An den Aspen“ in Jülich

Am 9. Dezember 2018 wurde bei Streckenkilometer 2,3 der Haltepunkt „An den Aspen“ in Betrieb genommen. Er wurde nach der gleichnamigen Straße benannt, an deren Ende er sich befindet. An dieser Stelle sollte schon 2013 ein Bahnsteig gebaut werden, aber aufgrund der unsicheren Finanzierungslage wurde der Termin immer wieder verschoben, bis die Bauarbeiten im November 2018 begannen. Der Haltepunkt unterstützt besonders den Schülerverkehr zum nahegelegenen Schulzentrum im Norden Jülichs (südwestlich der Bahnlinie) und liegt etwa 500 m vom Gelände des geplanten Brainergy-Parks (nordöstlich der Bahn) entfernt.

### Haltepunkt Broich

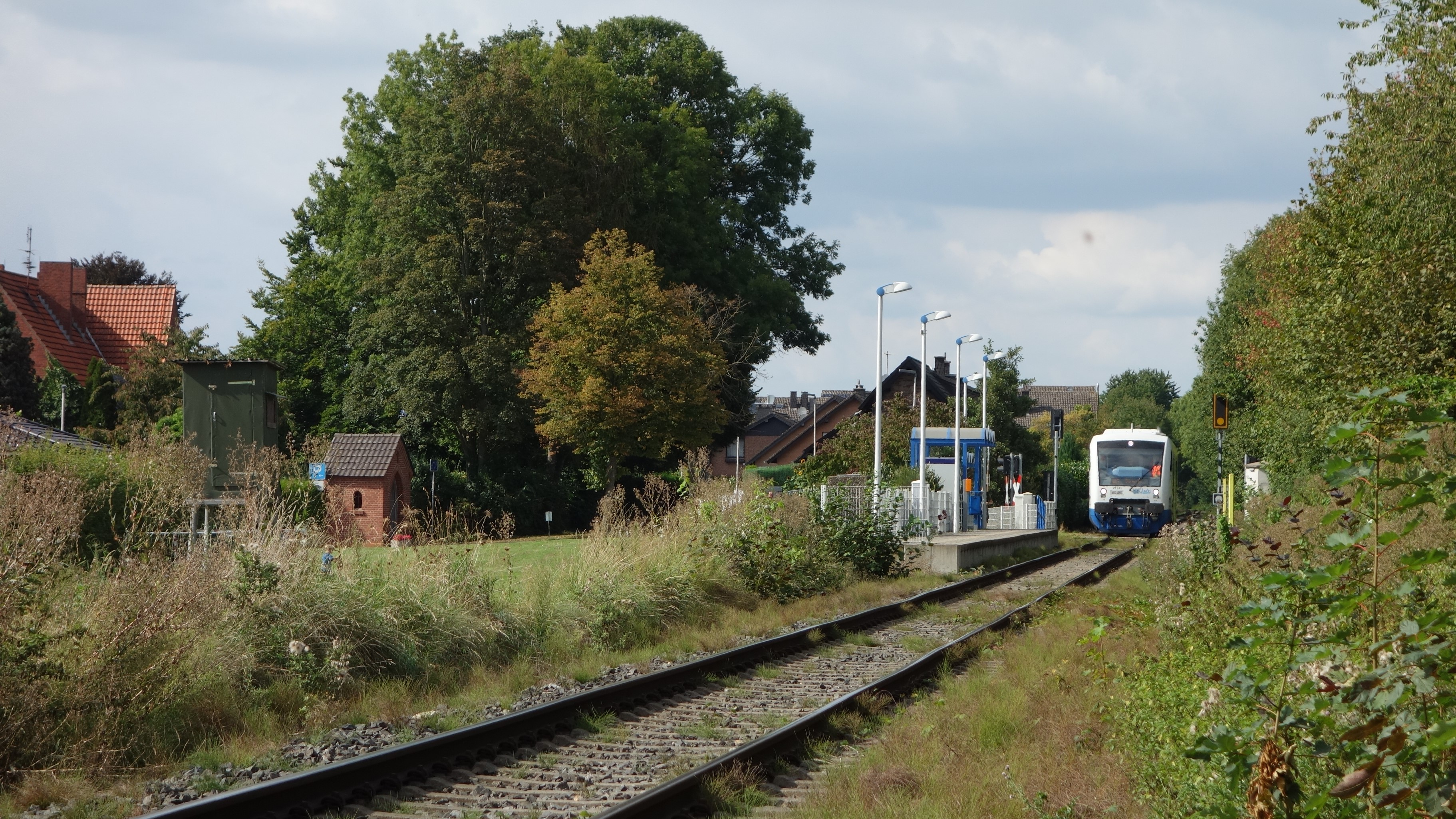
Haltepunkt Broich (2021)

Broich verfügte vom Bau der Strecke an bei Streckenkilometer 4,3 über einen Bahnhof. Der Bahnhof umfasste ein Empfangsgebäude mit einem Güterschuppen und einem Ausziehgleis. Bei den Kämpfen am 21. und 22. November 1944 geriet Broich in die Frontlinie zwischen der sich zurückziehenden Wehrmacht und den angreifenden Alliierten. Nicht nur das gesamte Dorf, sondern auch der gesamte Bahnhof wurden dabei zerstört. Die Bahnanlagen an sich wurden nach dem Krieg wieder aufgebaut, das Empfangsgebäude jedoch nicht.
Auch nach der Einstellung des Personenverkehrs 1968 erschien Broich während der 1970er-Jahre noch als Zwischenhalt zum Absetzen/Abholen von Einzelwagen in den Güterzugfahrplänen. Der Bahnhof war aber nicht mehr mit Personal besetzt und der Bahnsteig mit seinen Einrichtungen für Fahrgäste wurde aufgegeben. Mit der Reaktivierung im Jahr 2002 erhielt Broich nach 34 Jahren wieder Zugang zum Schienenpersonennahverkehr in Gestalt eines völlig neu errichteten Haltepunkts, der sich am südöstlichen Ortseingang bei Streckenkilometer 3,8 gegenüber dem Friedhof befindet. Der frühere Bahnhof lag etwas zentraler zu dem langgestreckten Dorf (etwa 500 m weiter nördlich), existiert heute aber nicht mehr.

### Haltepunkt Linnich-Tetz

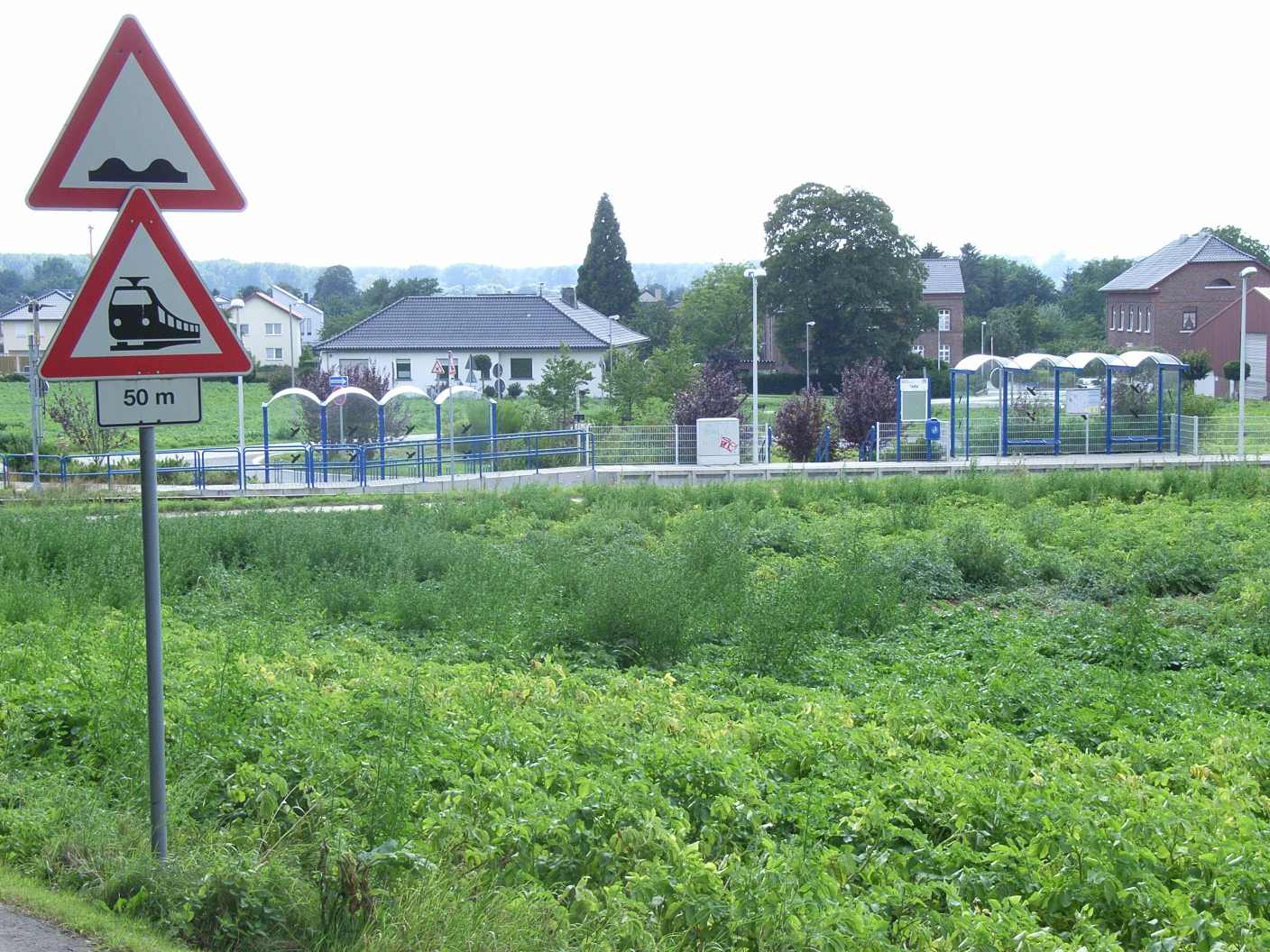
Haltepunkt Tetz

Die Geschichte des Bahnhofs Tetz ist zu der von Broich analog: Tetz verfügte seit Eröffnung der Strecke mit dem Bahnhof Tetz-Boslar am Streckenkilometer 6,8 ebenfalls über einen Zugang zum Schienennetz, und ebenso wie in Broich war der Bahnhof nach 1968 nicht mehr besetzt, aber während der 1970er-Jahre als Güterzughalt in den Fahrplänen ausgewiesen. Bei der Reaktivierung 2002 errichtete die Rurtalbahn in Tetz einen neuen Haltepunkt an der Lambertusstraße. Am früheren Bahnhof Tetz-Boslar wird nicht mehr gehalten, da dieser sich 250 m nördlich der Brücke über die Birkenallee befand und damit wesentlich ungünstiger zum Ort lag. Das ehemalige Empfangsgebäude samt zugehörigem Grundstück wurde saniert und befindet sich nun in Privatbesitz.

### Bahnhof Linnich

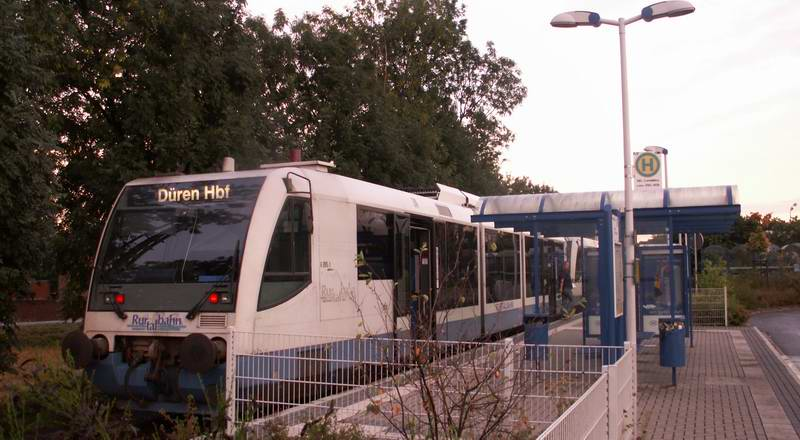
Bahnsteig des Endbahnhofs Linnich

Linnich verfügt seit 1911 mit dem rechtsrurisch gelegenen Bahnhof Linnich (km 10,4) über einen Zugang zur Bahnstrecke Jülich – Dalheim. Das Empfangsgebäude und der frühere Güterschuppen sind heute noch erhalten, wurden nie renoviert und befinden sich heute in Privatbesitz. Auf der Rückseite des Bahnhofes ist noch ein Teil der Gleisanlagen erhalten. Direkt hinter dem Bahnhofsareal befindet sich eine Landhandelsfirma, die früher über zwei Gütergleise versorgt wurde. Die noch erhaltenen Gleise werden als Abstellgleise genutzt. Nach der Zusammenführung beider Gleise verläuft das durchgehende Gleis im Bahnhofsbereich parallel zur Erkelenzer Straße weiter nach Norden und endet kurz vor der B 57 an einem Prellbock.
Mit der Reaktivierung des Bahnhofs im Personenverkehr im Jahr 2002 hatte Linnich nach 34 Jahren erstmals wieder Zugang zum Schienenpersonenverkehr (in Richtung Jülich/Düren). Zur Reaktivierung wurde gut 200 m vor dem Empfangsgebäude bei km 10,2 ein neuer Seitenbahnsteig mit gläsernem Wartehäuschen errichtet. Der Bahnhof wird im Personenverkehr in Fahrplänen und auf Schildern als Linnich-SIG Combibloc bezeichnet, verwaltungstechnisch behielt die Betriebsstelle aber ihren alten Namen.
Linnich hat darüber hinaus noch den Gleisanschluss zur SIG Combibloc GmbH. Der Anschluss liegt entgegen der Fahrtrichtung aus Jülich, ist also nur über einen Fahrtrichtungswechsel im Bahnhof Linnich zu erreichen. Seit Ende 2001 wird der Anschluss praktisch nicht mehr bedient, wird jedoch betriebsbereit vorgehalten, um eine mögliche Wiederinbetriebnahme nach einem Lückenschluss zur Bahnstrecke Mönchengladbach–Aachen zu vereinfachen.

### Bahnhof Körrenzig

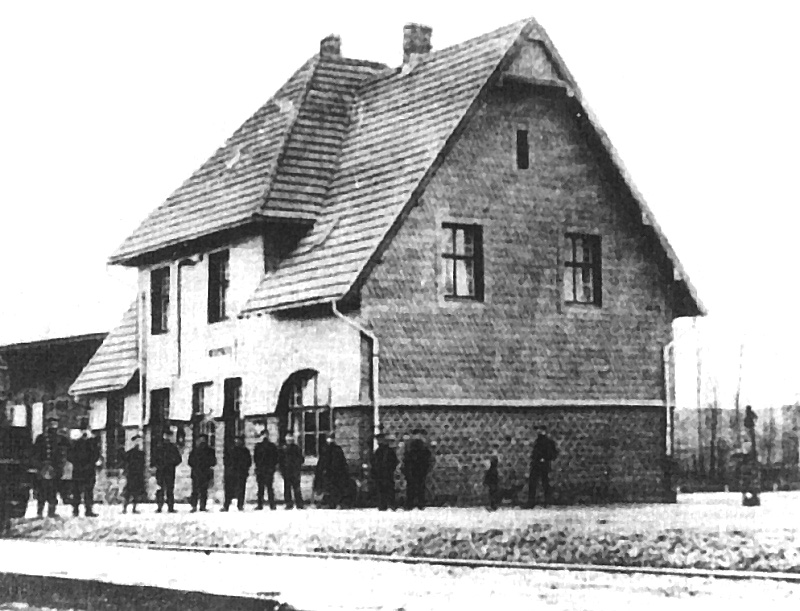
Der Bahnhof Körrenzig bei seiner Eröffnung 1911

1911 erhielt der Ort Körrenzig Anschluss an das Eisenbahnnetz und bis 1968 einen Bahnhof an der ehemaligen Bahnstrecke Jülich – Dalheim am Kilometerpunkt 12,2. Diese eingleisige Bahnstrecke führte früher an der Bahnhofsstraße in Körrenzig vorbei.
Die Bahngleise zwischen Linnich und Baal wurden mit der Stilllegung im Güterverkehr 1974 endgültig demontiert. Das Empfangsgebäude wurde nicht abgerissen, sondern erhalten, renoviert und befindet sich heute in Privatbesitz. Der Bahndamm dient heute teilweise als Fahrrad- und Spazierweg.

### Haltepunkt Rurich

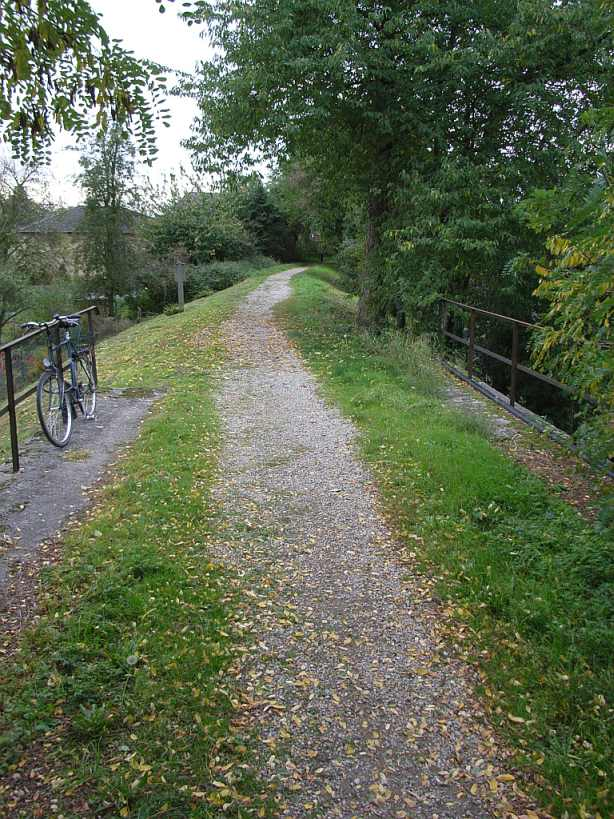
Fuß- und Radweg auf der alten Bahntrasse von Baal nach Rurich

Der alte Haltepunkt Rurich (km 13,7) lag damals links vom heutigen Wendehammer der Hompeschstraße. Ein altes Backsteinhäuschen (Unterstand) erinnert an den Haltepunkt. Er befindet sich heute in Privatbesitz und dient als Abstellraum. Seit 2002 dient die ehemalige Bahntrasse zwischen dem Sportplatz Rurich und dem Bahnhof Baal als Rad- und Wanderweg.

### Haltepunkt Baal

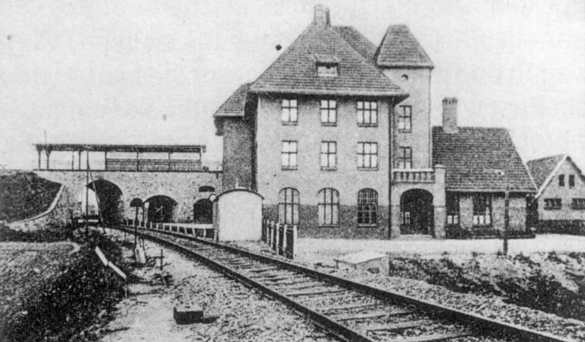
Der Turmbahnhof Baal um 1914

1852 wurde die Bahnstrecke Aachen–Mönchengladbach durch die damalige Aachen-Neuß-Düsseldorfer Eisenbahn-Gesellschaft eröffnet und Baal erhielt einen Personen- und Güterbahnhof. An den ursprünglichen Ort erinnert heute noch der Straßenname Am alten Bahnhof.
1911 wurde der Personenbahnhof nach Westen an den Streckenkilometerpunkt 16,2 verlegt. Anlass war die neu eröffnete und bis 1980 in Betrieb befindliche Bahnstrecke Jülich – Dalheim. Um die zwei Eisenbahnstrecken bedienen zu können, wurde der Turmbahnhof Baal erbaut, der betrieblich aus einem oberen und einem unteren Haltepunkt bestand. Diese Bauform vereinfachte das Umsteigen zwischen den beiden Strecken. Der obere Haltepunkt Baal an der Bahnstrecke Aachen – Mönchengladbach befindet sich weiterhin in Betrieb.
Nach der Stilllegung der Jülich – Dalheimer Strecke fand ein Umbau des Bahnhofsgeländes statt. Auf der früheren Strecke entstand auf beiden Seiten der Hauptstrecke ein P+R-Parkplatz. Die Durchfahrt unter den Gleisen bietet heute dem Omnibuslinienverkehr freie Durchfahrtsmöglichkeit.
Der Bahnhof Baal (Bahnhof der Kategorie 5) wurde aufgrund der Zugehörigkeit Baals zur Stadt Hückelhoven im Jahre 2002 mit Hückelhoven-Baal beschildert, heißt jedoch im Betriebsstellenverzeichnis weiterhin Baal. Er wird von Lokalpolitikern gerne als „Hückelhovener Bahnhof“ bezeichnet, was bei den Baalern auf wenig Gegenliebe stößt. 2020 wurde der Bahnhof modernisiert, damit nach dessen Start der Rhein-Ruhr-Express in Baal halten kann. Bis November 2021 wurde auch ein Aufzug zum Bahnsteig eingebaut.

### Anschlussstelle Baal West
Um einen Übergang zwischen beiden Strecken für die Schienenfahrzeuge zu ermöglichen, wurde eine Verbindungskurve entlang des nördlichen Ortsrands von Baal zwischen dem Güterbahnhof Baal an der Strecke Aachen – Mönchengladbach und der späteren Anschlussstelle Baal West am Streckenkilometer 17,3 der Strecke Jülich – Dalheim geschaffen. Ab Baal West setzte auch die Elektrifizierung der Strecke in Richtung Ratheim ein. Dies wurde nach der Elektrifizierung der Hauptstrecke durchgeführt, um die schweren Kohlezüge bereits von der Zeche Sophia-Jacoba in Hückelhoven mit Elektrolokomotiven bespannen zu können.
In Nähe der Anschlussstelle, etwa zwischen dem Streckengleis nach Jülich und der Verbindungskurve (Position: ⊙), befand sich ein Bahn-Tanklager. Das Tanklager wurde im Jahr 2010 zurückgebaut.
Nach Stilllegung und Rückbau des Streckenteils in Richtung Jülich Anfang bis Mitte der 1980er Jahre wurden zunächst die Gleise inklusive der Weichenverbindung ab der Anschlussstelle in Richtung Bahnhof Baal entfernt.
Nach der Stilllegung der verbleibenden Strecke in Richtung Ratheim am 1. Oktober 2007 wurde diese inklusive der Verbindungskurve nach und nach demontiert. Heute steht wenige Hundert Meter hinter dem Abzweig der Strecke im Güterbahnhof Baal ein Prellbock. Die Anschlussstelle Baal West (Position: ⊙) lässt sich als solche kaum noch erkennen.

### Haltepunkt Doveren

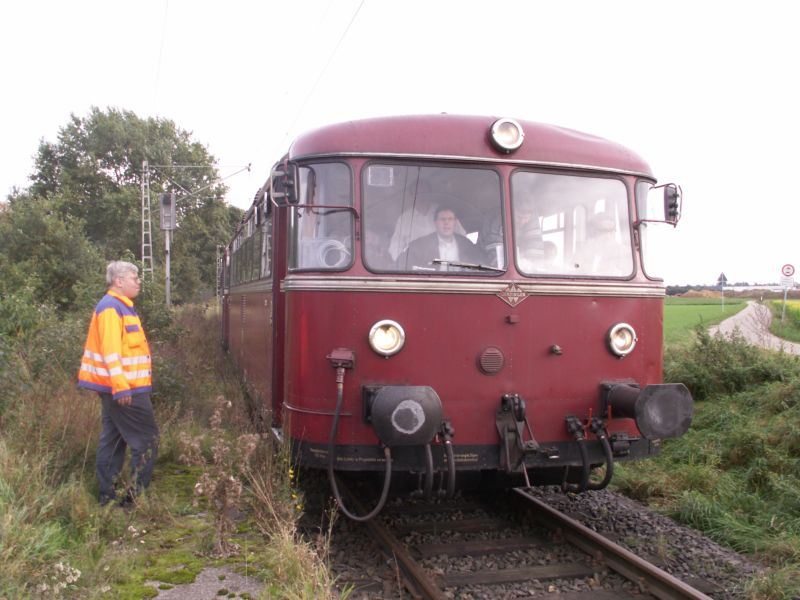
Schienenbus auf Sonderfahrt am Haltepunkt Doveren

Als einziger Ort an der Bahnstrecke Baal Gbf – Ratheim Rbf besaß Doveren einen noch benutzbaren Haltepunkt mit der Streckenkilometrierung 18,4. Dieser liegt am Ortseingang Doverens. Heute ist von diesem Haltepunkt außer der Bahnsteigkante nichts mehr erhalten.

### Bahnhof Hückelhoven
Das Bahnhofsgebäude in Hückelhoven ist noch erhalten, wird jedoch privat als chinesisches Restaurant genutzt. Es liegt zwischen der Jülicher Straße (L 117) und dem Lippeweg am Kilometerpunkt 20,0.

### Haltepunkt Zeche Sophia-Jacoba

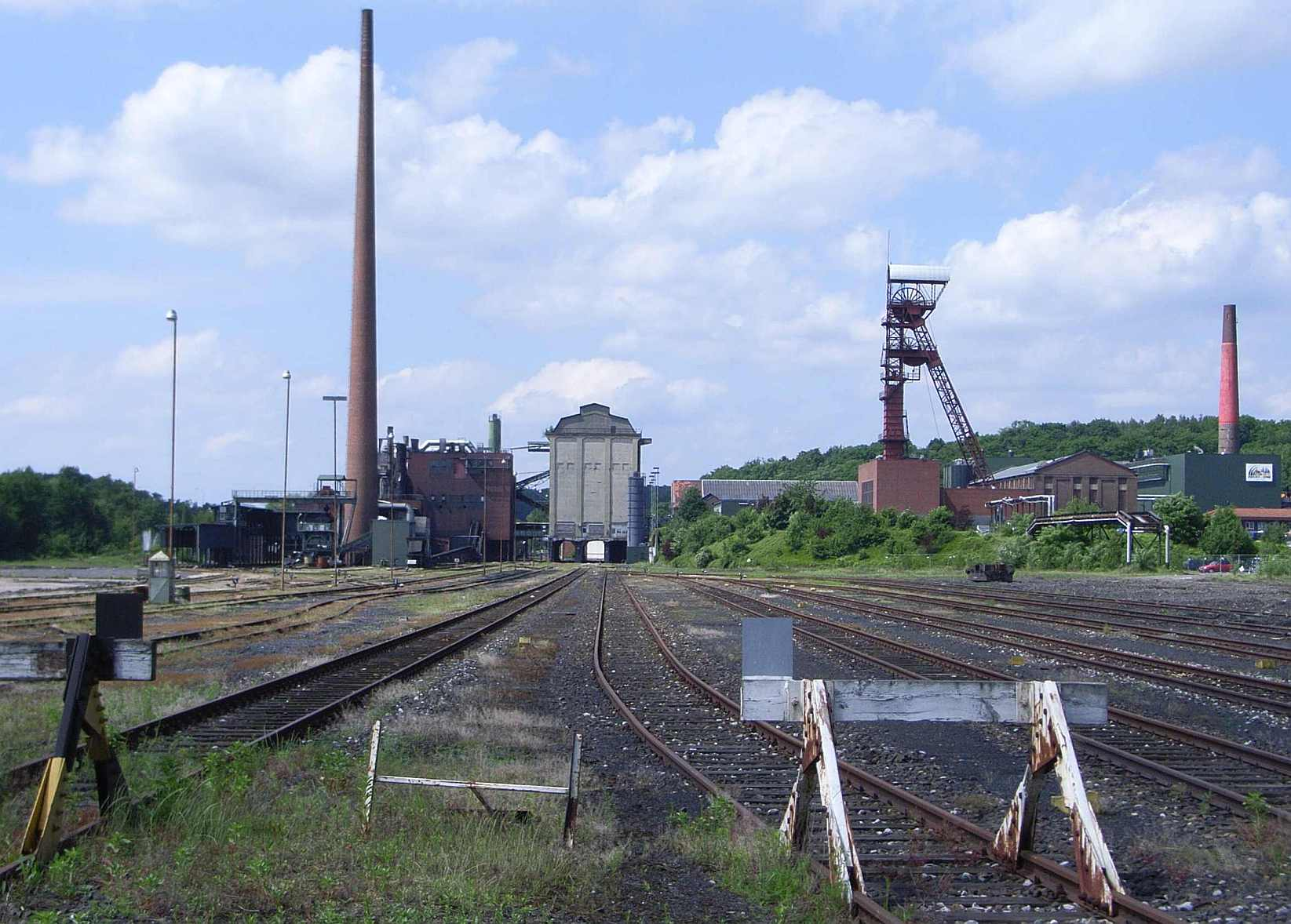
Ehemaliger Verladebereich Am Landabsatz mit Brikettfabrik, Fördergerüst Schacht 3 und Heizkraftwerk

Nachdem die Strecke die Millicher Halde an ihrer östlichen Seite passiert hat, erreicht sie kurz vor der Schaufenberger Straße den ehemaligen Haltepunkt Zeche Sophia-Jacoba (km 21,7). Von diesem Haltepunkt ist heute nichts mehr erhalten. Der Haltepunkt wurde nach der Zechenstilllegung entfernt. Hinter der Brückenkreuzung an der Schaufenberger Straße befindet sich eine zweite Eisenbahnbrücke. Diese verband den Grubenbahnhof der Zeche Sophia-Jacoba mit dem Anschlussgleis an die Strecke.

### Bahnhof Ratheim

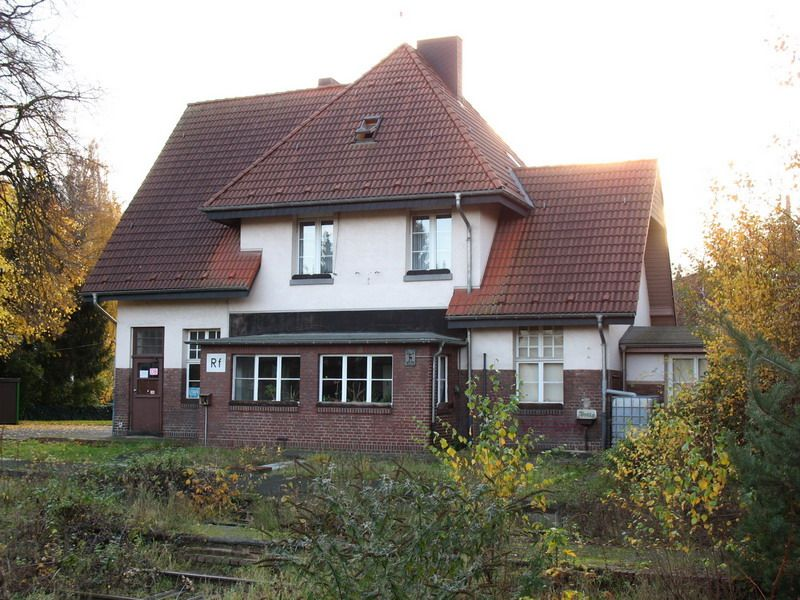
Bahnhof Ratheim

Die Eisenbahnstrecke durchquerte mit mehreren Gleisen den Bahnhof Ratheim (km 23,5). Am Ortsausgang befand sich ein achtgleisiger Werksbahnhof, der von der in Hückelhoven ansässigen Brikettfabrik genutzt wurde.
Der Bahnhof Ratheim war lange Zeit aufgrund des stark ausgeprägten Güterverkehrs und der hier abzweigenden Anschlüsse zur Zeche Sophia-Jacoba neben dem Bahnhof Baal der wichtigste Bahnhof auf dem Hückelhovener Stadtgebiet; so hatte der Bahnhof Ratheim einst 14 Beamte und der Güterverkehr erreichte bis zu 60.000 Güterwaggons pro Jahr (Bsp. 1987). Es fuhren vier bis sechs sogenannte Programmzüge (der DB) pro Tag (bei Bedarf weitere Güterzüge) und nahezu im Blockabstand betriebsinterne Transporte zwischen dem Zechengelände in Ratheim und der Verarbeitung (Brikettfabrik) in Hückelhoven. Infolge der Schließung der Untertageförderung der Zeche Sophia-Jacoba nahm der Güterverkehr stark ab, und es verkehrten nur noch sporadisch zwei Güterzüge pro Woche. Im Jahre 2009 wurden Bahnstrecke, Bahnübergang und das Stellwerk der Grubenbahn in Ratheim zurückgebaut. Das Empfangsgebäude des Bahnhofs Ratheim und das Stellwerk sind heute noch erhalten.

### Bahnhof Wassenberg

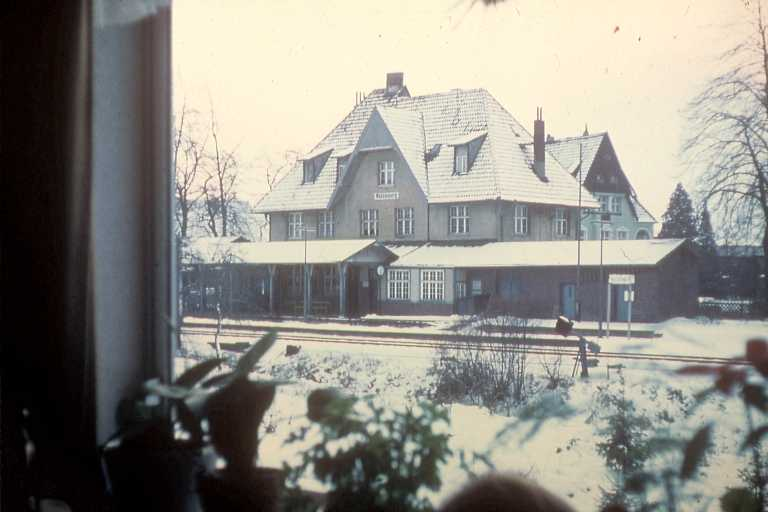
Wassenberger Bahnhof 1970

Das Bahnhofgebäude Wassenbergs existiert noch und liegt im Kreuzungsbereich der Bahnhofstraße und der Straße Am Bahnhof. Es ist jedoch aufgrund der aufwändigen und sorgfältigen Renovierungsarbeiten zur Straßenfront kaum noch als solches zu erkennen. Im Gegensatz dazu ist im heutigen Gartenbereich noch die Bahnsteigüberdachung, die Bahnsteigkante und auch der originale Kilometerstein (28,1) erhalten.
Seit 1911 besaß Wassenberg einen eigenen Bahnhof an der Strecke Dalheim – Wassenberg – Ratheim – Hückelhoven – Baal, welche 1980 für den Personenverkehr stillgelegt worden ist.
Nach der Stilllegung wurden im Wassenberger Bereich die Gleise entfernt und die Trasse 2006 an einigen Stellen zugeschüttet. Trotzdem ist die alte Bahntrasse nach einer Baumfällaktion vom Wassenberger Bahnhof aus in Richtung Ratheim von den jeweiligen Straßenbrücken wieder sehr gut sichtbar. Der Aachener Verkehrsverbund sah ursprünglich in seinem Zielkonzept 2013 eine Reaktivierung der Strecke (Wassenberg) – Ratheim – Baal vor, was einer völligen Neuplanung der Trasse zwischen dem Ratheimer Gewerbegebiet und dem Wassenberger Ortszentrum gleichgekommen wäre.

### Haltepunkt Birgelen

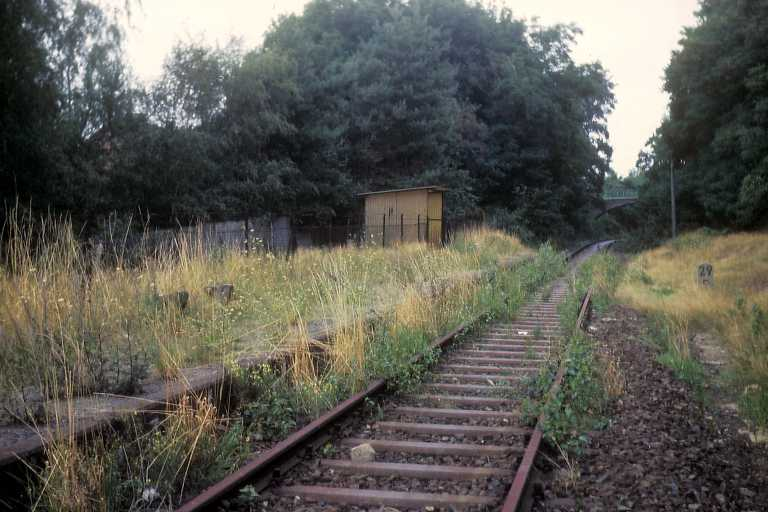
Der Haltepunkt Birgelen nach der Stilllegung

Birgelen (km 29,6) war bis 1983 an die Bahnstrecke Jülich – Dalheim angeschlossen. Ein Teil des Haltepunkts Birgelen wurde größtenteils abgerissen und ist zugewachsen. Man findet aber noch das Gerüst des Haltestellenhäuschens. Vom Rest des Haltepunkts ist heute allerdings nichts mehr zu erkennen, denn er wurde zu einem Verkehrskreisel im Bereich Sandstraße/Pützchensweg umgebaut. Unter der Straßenbrücke am Haltepunkt wurde die Trasse aufgefüllt und die Straße verbreitert. Heute ist an dieser Stelle ein Spielplatz zu finden.

### Bahnhof Rosenthal

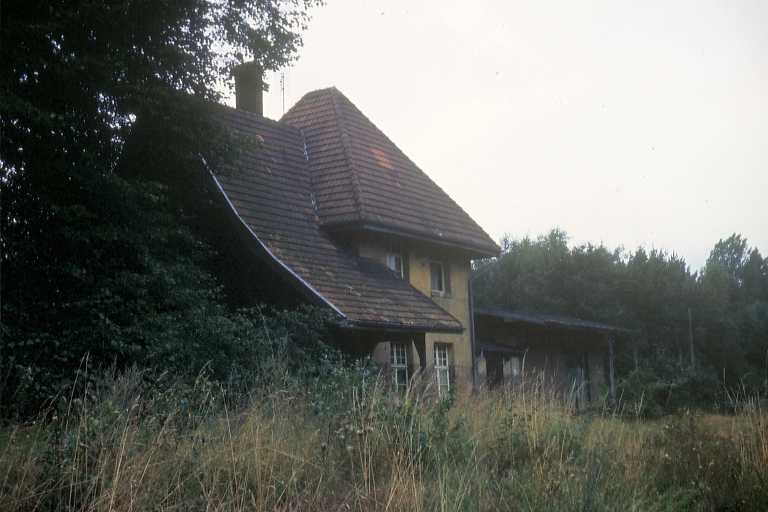
Bahnhof Rosenthal im Jahre 1983

Am 15. Dezember 1911 wurde die Bahnstrecke Jülich – Dalheim eröffnet. In diesem Zuge bekam der Ort nördlich vom Ortskern einen Bahnhof am Streckenkilometer 31,3 für den Güter- und auch für den Personenverkehr. Der Güterverkehr war ausschlaggebend für den Bau des Bahnhofes, da man im nahen Wald Sand abgebaut und verarbeitet hatte. Ferner bestand zeitweise von Rosenthal aus ein Anschlussgleis zur nahegelegenen Mülldeponie. 1983 wurde die Strecke auch im Güterverkehr stillgelegt und die Gleise von Ratheim bis Dalheim, also auch in Rosenthal, wurden 1985 abgebaut. Zahlreiche Gebäude der Wegberger Sandwerke, zum Beispiel ein Verladegebäude oder Lagergebäude nördlich des Empfangsgebäudes, sind noch heute erhalten und werden teilweise als Wohngebäude genutzt. Das Bahnhofsgebäude selbst ist heute noch erhalten. Es wurde renoviert, wird privat genutzt und steht unter Denkmalschutz.

### Bahnhof Dalheim

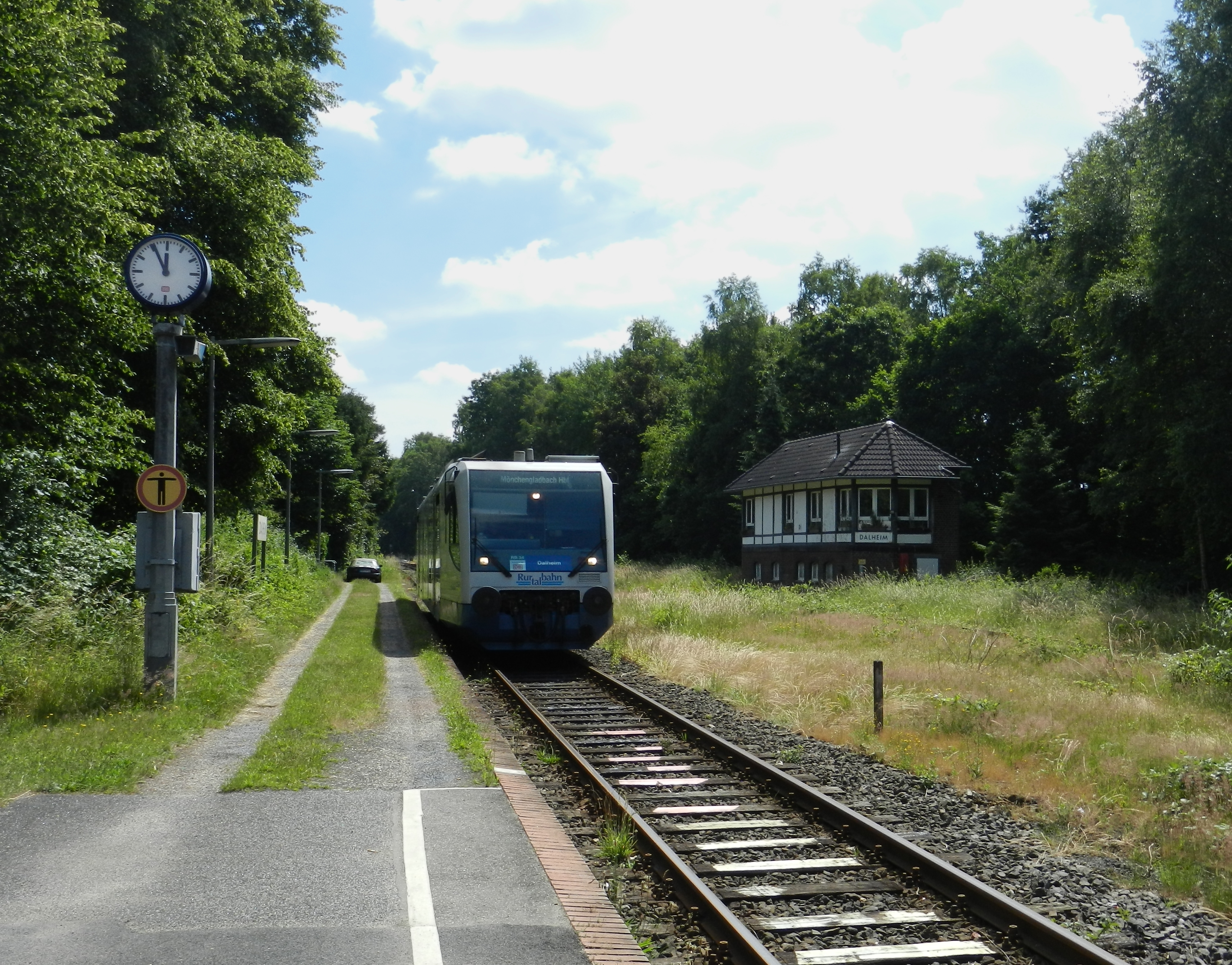
Der Dalheimer Bahnhof

Von besonderer Bedeutung für die Dalheimer Ortsgeschichte war der Bau des Bahnhofs Dalheim (km 20,1) an der grenzüberschreitenden Bahnlinie Eiserner Rhein als Verbindung vom Ruhrgebiet zum Hafen Antwerpen im Jahr 1879.
Im Bahnhof verfügte die Strecke zeitweise über ein eigenes Wartehäuschen, das hinter dem Stellwerk Df gelegen war. Es bestanden zeitweise Übergänge auf Personenzüge in Richtung Mönchengladbach und Roermond/Antwerpen. Zeitweise wurde der Bahnhof Dalheim nur noch alle zwei Stunden von Regiosprintern der Rurtalbahn Dürener Kreisbahn in Richtung Mönchengladbach bedient. Seit Dezember 2017 wird diese Verbindung von Vias bedient. Dabei verkehren die Züge montags bis freitags stündlich. Güterverkehr findet zurzeit nicht statt, aber es gibt politische Überlegungen diesen zu reaktivieren.
Als Grenzbahnhof in die Niederlande waren ursprünglich umfangreiche Gütergleise vorhanden, die für die Zollabfertigung benutzt wurden. Ebenso gab es in Dalheim ein kleines Betriebswerk für die Versorgung der eingesetzten Dampflokomotiven. Ab 1911 wurde Dalheim zum Abzweigbahnhof: Am 15. Dezember 1911 wurde die Strecke Jülich – Dalheim eröffnet, die am östlichen Bahnhofskopf, direkt am Stellwerk Df, in den Bahnhof mündete. Das Streckengleis in Richtung Jülich erhielt ein eigenes Umfahrgleis sowie einen Bahnsteig mit Wartehalle. Der Bahnhof verfügte über eigene Richtungsgruppen für Züge in Richtung Deutschland und die Niederlande, einen Güterschuppen mit angebauter Rampe und Lokbehandlungsanlagen inklusive Lokschuppen, Wasserturm und Kohlebansen. Die Lokbehandlungsanlagen wurden im Jahr 1969 aufgegeben und abgerissen, die Sprengung des Wasserturms erfolgte im Jahr 1974. Das Empfangsgebäude des Bahnhofes ist heute nicht mehr erhalten. Im Jahr 1979 wurde es bei einem Brand beschädigt und in der Folgezeit abgerissen. Der Personenverkehr in Richtung Baal wurde zum 27. September 1980 eingestellt, der Güterverkehr auf der Strecke konnte sich bis zur Schuttdeponie Rosenthal noch bis 1983 halten.
Heute ist nur noch das Streckengleis des Eisernen Rheins und ein Stumpfgleis vorhanden, an dem der Regiosprinter hält. Für die Reisenden stehen auf dem Bahnsteig ein Wartehäuschen und ein Fahrkartenautomat zur Verfügung. Neben diesen Anlagen ist noch das Stellwerk Df zusammen mit den zugehörigen Formsignalen erhalten. Das früher am westlichen Bahnhofskopf befindliche Stellwerk Dw wurde später abgerissen.

### Bahnhöfe heute
- Die Empfangsgebäude der Bahnhöfe in Jülich, Tetz, Linnich, Körrenzig, Baal, Wassenberg und Rosenthal sind noch erhalten, wurden jedoch umgebaut und renoviert und werden heute zu Privatzwecken genutzt.
- Der Haltepunkt in Doveren befindet sich in einem schlechten Zustand, konnte allerdings bis zur Stilllegung der Strecke 2007 noch z. B. bei Sonderfahrten benutzt werden. Seit 2012 sind die Gleise entfernt.
- Im Bahnhof Hückelhoven befindet sich heute (Stand 2013) ein chinesisches Restaurant. Der Bahnsteig ist mit einer Mauer umfriedet.
- Der Bahnhof Ratheim war nach der Stilllegung der Zeche nur noch bei Bedarf (Güterzüge der SJ-Brikettfabrik) besetzt. Seit Stilllegung der Strecke 2007 wird das Empfangsgebäude nur noch zu Privatzwecken genutzt. Die Gleisanlagen vor dem ehemaligen Bahnhof wurden komplett entfernt.
- Der Haltepunkt Birgelen wurde größtenteils abgerissen und ist zugewachsen. Man findet aber noch das Gerüst des Haltestellenhäuschens vor. Unter der Straßenbrücke am Haltepunkt wurde die Trasse aufgefüllt und die Straße verbreitert. Heute befindet sich an dieser Stelle ein Spielplatz.
- Der Bahnhof Dalheim ist heute ein Regionalbahn-Halt mit nur noch zwei Gleisen. Neben dem Stellwerk, das für den Streckenblock zwischen der deutsch-niederländischen Staatsgrenze bei Dalheim und Wegberg zuständig ist, sind dort auch noch ehemalige Grenzwohnungen erhalten.
- Bei Baal West steht in der Kurve ein Prellbock.